# 颐和园
颐和园是清朝的皇家行宮和大型皇家園林，位于中国北京市海淀区西北，占地297公顷。颐和园修建于清朝乾隆年间（原名清漪园）、重建于光绪年间，曾属于清朝北京西郊三山五园之一。颐和园素以人工建筑与自然山水巧妙结合的造园手法著称于世，是中国园林艺术顶峰时期的代表。1998年，颐和园被评为世界文化遺產。

## 历史
金朝贞元元年（1153年），金主完颜亮在香山、玉泉山设置金山行宫。元朝定都北京后，郭守敬开辟上游水源，引昌平白浮村神山泉水及沿途流水注入湖中，使水势增大，成为保障宫廷用水和接济漕运的蓄水库。:102
明朝弘治七年（1494年），明孝宗乳母佐圣夫人罗氏在瓮山前建圆静寺，後來卻荒廢了。此后瓮山周围的园林逐渐增多。明武宗在湖滨修建行宫，称“好山园”，为皇室园林，并将“瓮山”之名改回为“金山”，瓮山泊改名“金海”。明武宗、明神宗都曾在此泛舟游乐。明熹宗时，宦官魏忠贤曾将好山园据为己有。清代初期，瓮山成为宫廷养马的草料场，有罪太监被发配至此铡草。:103
颐和园的前身清漪园，则始建于清乾隆十五年（1750年）。北京西北郊原有瓮山，为燕山余脉，山下有湖，称七里澧、大泊湖、瓮山泊、西湖。乾隆初年，北京西郊海淀一带的园林增多，大量的园林用水使得耗水量与日俱增，当时园林用水除了流量较小的万泉河水系外，多来自玉泉山发源、流入西湖之水，而这也是明代以来通惠河的水源，如果大量截流玉泉山水，将威胁到北京至通州一段的通惠河水位，直接影响到漕运。
清高宗乾隆十五年（1750年），為了籌備其母親崇慶皇太后（孝聖憲皇后）的六十歲大壽，乾隆帝以治理京西水系为借口下令拓挖西湖，拦截西山、玉泉山、寿安山来水，并在西湖西边开挖高水湖和养水湖，以此三湖作为蓄水库，保证宫廷园林用水，并为周围农田提供灌溉用水。乾隆帝以汉武帝挖昆明池操练水军的典故将西湖更名为昆明湖，将挖湖土方堆筑于湖北的瓮山，并将瓮山改名为萬壽山。乾隆二十九年（1764年）清漪园建成，耗银480餘万两。:411
清漪园內以中国古代神话中“海上三仙山”的構思，在昆明湖及西侧的两湖内建造三個小島：南湖島、團城島、藻鑒堂島，以比喻海上三山：蓬萊、方丈、瀛洲。清漪园的总体规划以杭州西湖为蓝本，同时广泛仿建江南园林及山水名胜，如凤凰墩仿太湖、景明楼仿岳阳楼、望蟾阁仿黄鹤楼、后溪湖买卖街仿苏州水街、西所买卖街仿扬州廿四桥等等。园内的主体建筑为大报恩延寿寺，并有一條長達700多米尺的长廊，其建築與裝飾繪畫都相當精彩具有藝術價值以及众多遊赏建筑。
清漪园园中理政及居住性质的建筑极少，乾隆帝遊览清漪园均为当日往返，从未在园中居住。:413
清朝道光年后，由于国力衰弱，宣布撤三山陈设，清漪园逐渐荒废。咸丰十年（1860年），清漪园在英法联军之役中被英法联军大火燒毁。

### 慈禧時期翻修
同治十二年（1873）九月，同治帝以方便慈禧太后頤養為名，降旨翻修頤和園，時估預算為：需銀1,000萬兩，木材一項，徑7寸至4尺多，長1丈5到4丈8的楠柏陳黃松木3,000根。而因朝廷長久鎮壓太平天國各省款項支絀，又逢值西北左宗棠正在鎮壓回民起義，捐輸和釐金全投入於戰事中，大清庫房無法增加負擔修園開支。十月二日時御史沈淮、帝師李鴻藻及翰林院侍講學士李文田等一道上疏勸諫皇帝放棄修園計劃，不果。同治十三年（1874）一月十九日正式開工，經費出自捐款40多萬，木材由人到福州買進口的。同治帝曾多次親自視察工地。與慈禧太后同族的兩廣總督瑞麟，時為贊成工程計劃者，而朝野大臣逐漸增多反對同治強推工程，如奕訢、奕譞、景壽等於三月二十四日共同上疏勸諫，不果。抵受同治壓力而出資2萬兩報效銀的恭親王，也於七月十六日上《敬陳先烈請皇上及時定志用濟艱危摺》要求停工，附議此摺的還有10多名御前大臣與軍機大臣。奕訢步步緊逼同治帝，而令其對奕訢懷恨在心，寫下朱諭革掉他一切職務。九月二日又改為只將他降為郡王，仍在軍機大臣上行走。三日又下朱諭，革去惇王奕誴、醇親王奕譞、科爾沁博多勒噶台親王伯彥訥謨祜、額駙景壽、貝勒奕劻、軍機大臣奕訢、文祥、沈桂芬、李鴻藻等10人的職務。後經慈禧太后遊說，同治才立即發出上諭，恢復奕訢世襲罔替的親王銜，以及恢復奕誴、奕譞的官職。
光绪十年至二十一年间（1884年至1895年），慈禧太后“还政”后退居休养，醇親王奕譞動用以北洋水師名義所籌措的經費重建清漪园。由于经费有限，乃集中财力修复前山建筑群，并在昆明湖四周加筑围墙，並取“頤養沖和”之意將清漪園改名為颐和園，成为離宮。

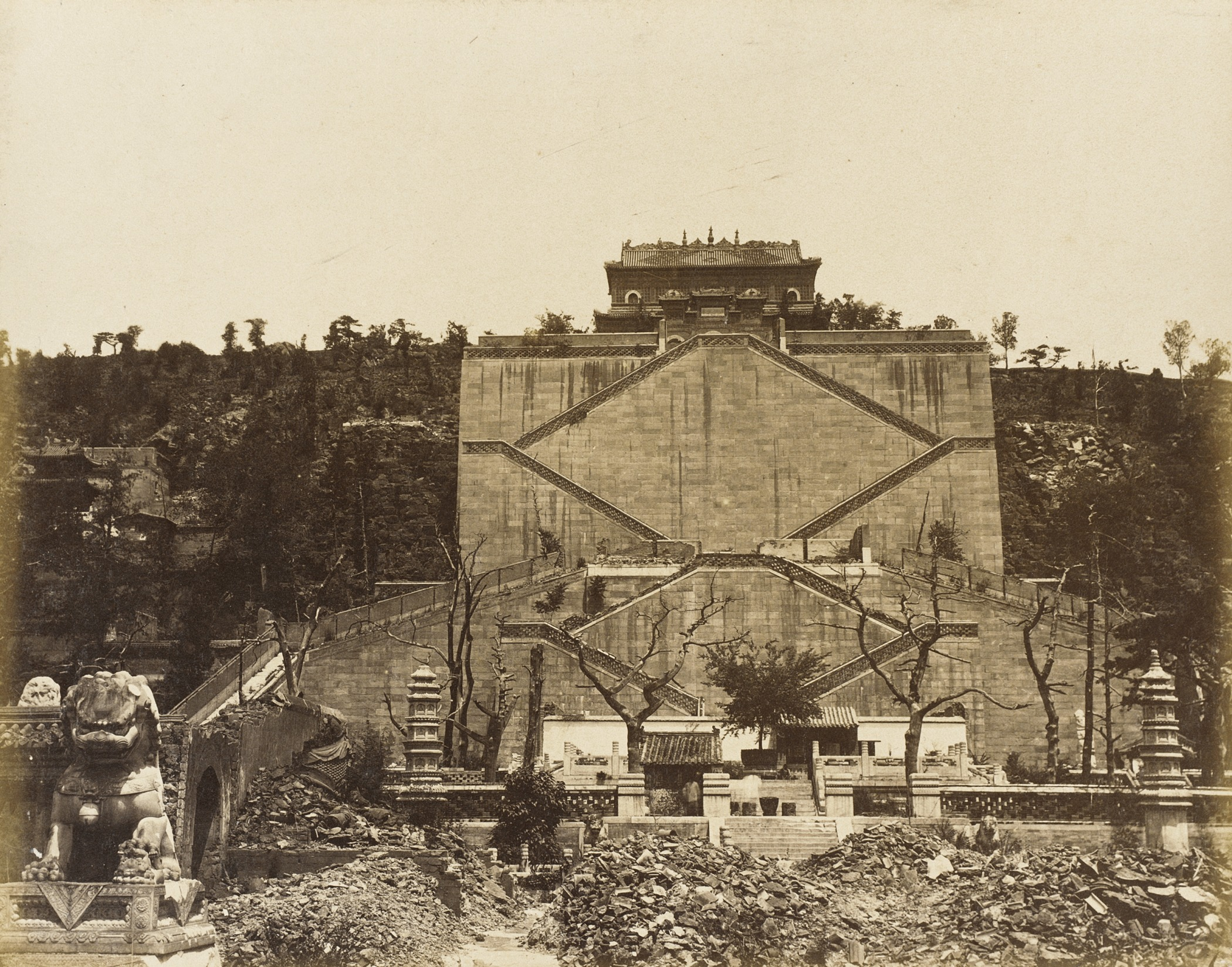
1860年受到英法联军破坏的颐和园，英军摄影师拍摄。
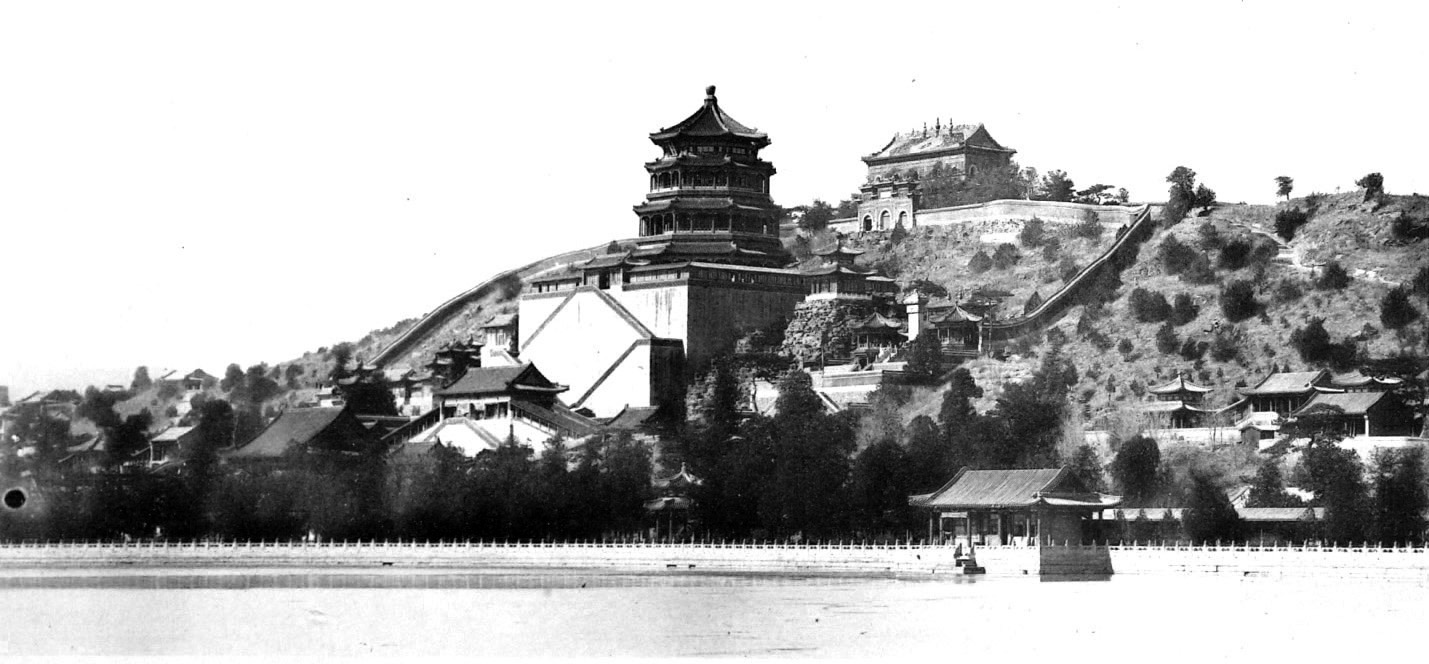
清末的颐和园，法军拍摄（1900年－1901年）。
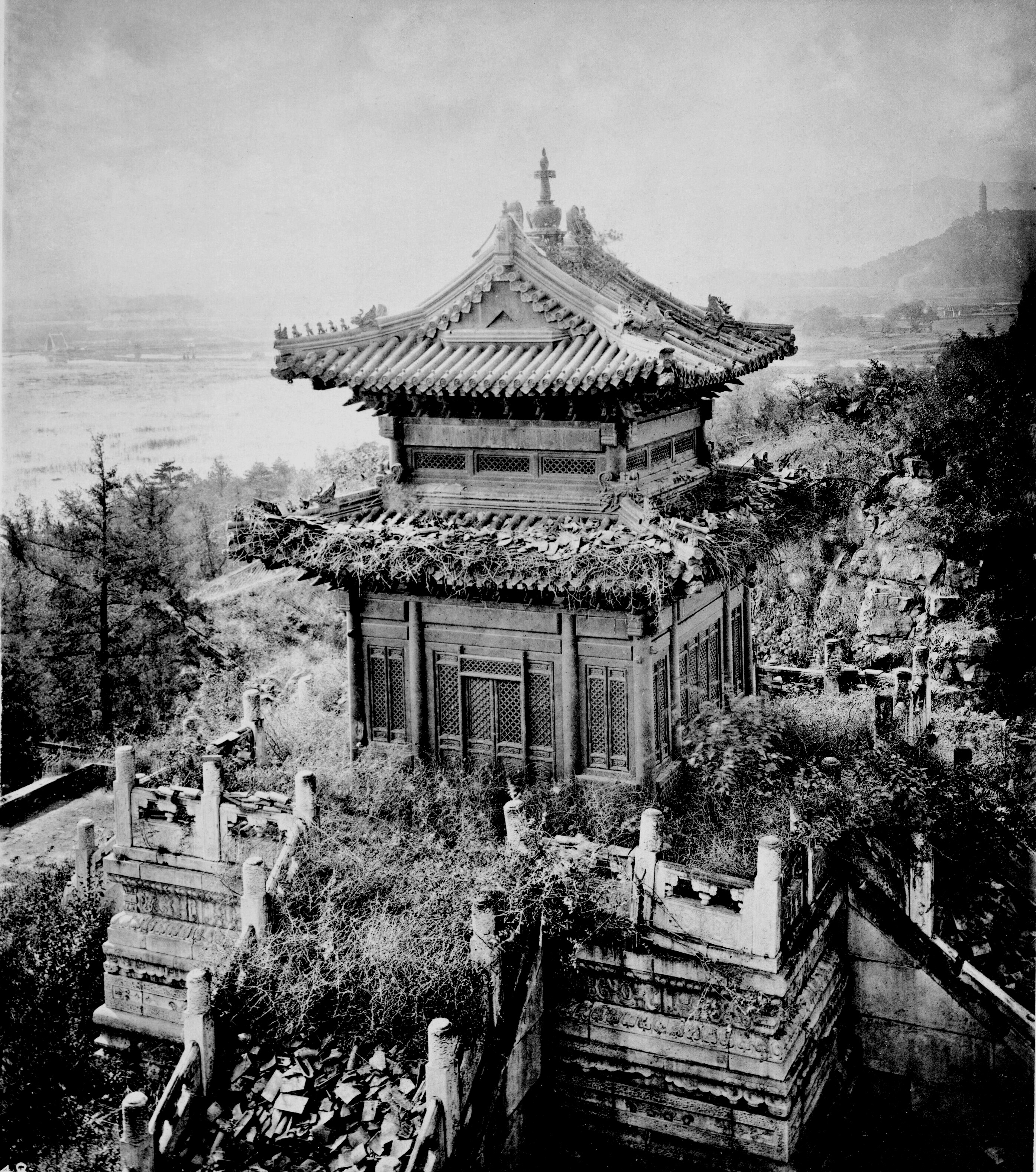
園內萬壽山腳下的銅亭照，門窗柱頂皆用銅製，是中國寺廟中的一個例子

### 中華民國時期
清帝逊位后，颐和园成为清室私产，民国三年（1914年）始对外售票开放。民国十三年（1924年）清末帝溥仪被驱逐出宫后，颐和园被北平特别市政府接管，改为公园。

### 中華人民共和國時期
1949年北平和平解放後，中国共产党主席毛泽东曾在颐和园益寿堂宴请民主党派人士。多位中国共产党政要以及毛泽东故交（如柳亚子、毛泽东夫人江青）均曾在园中的听鹂馆等处居住。1953年起，颐和园作为公园对公众开放。

## 景观

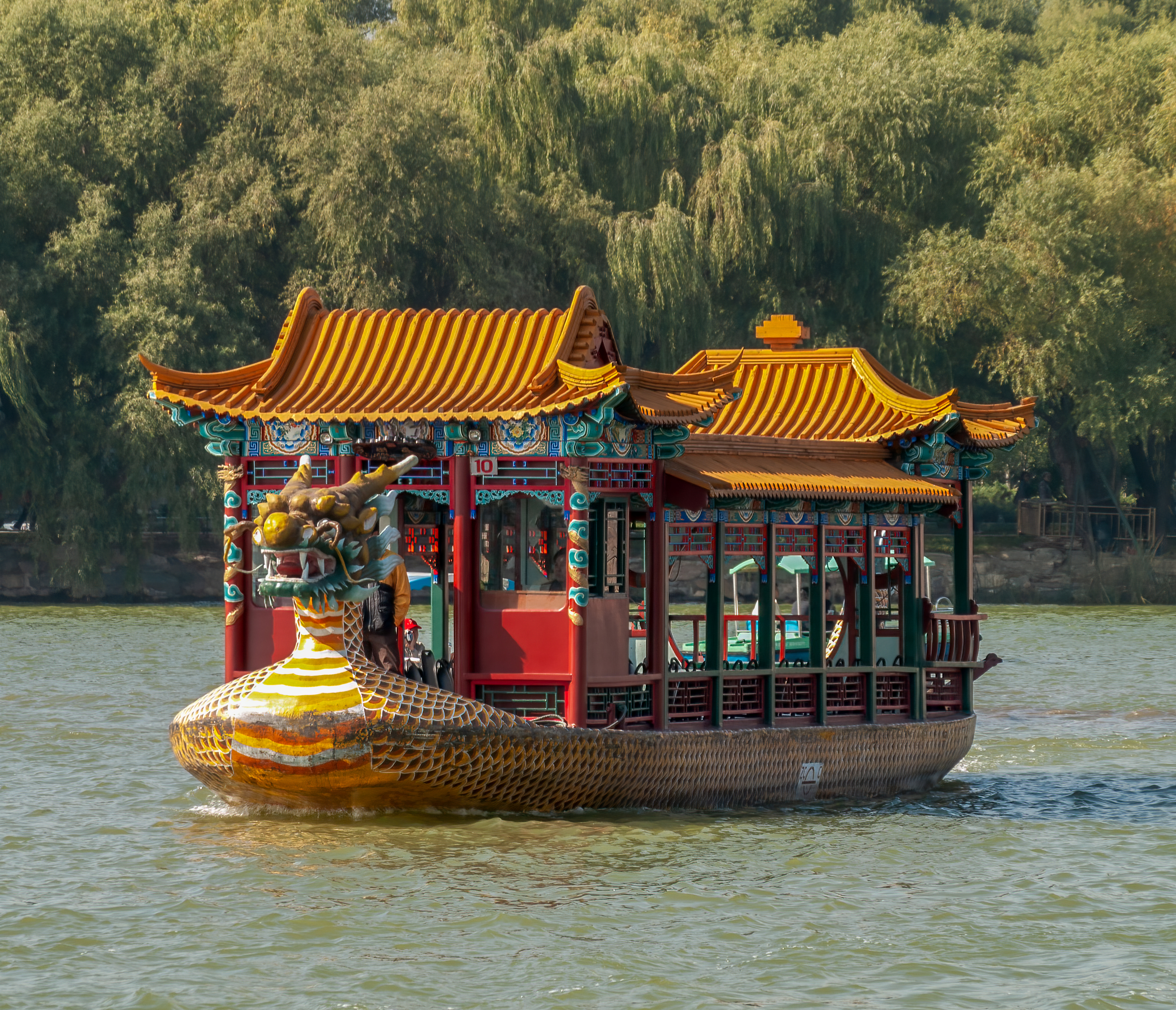
昆明湖上的游船

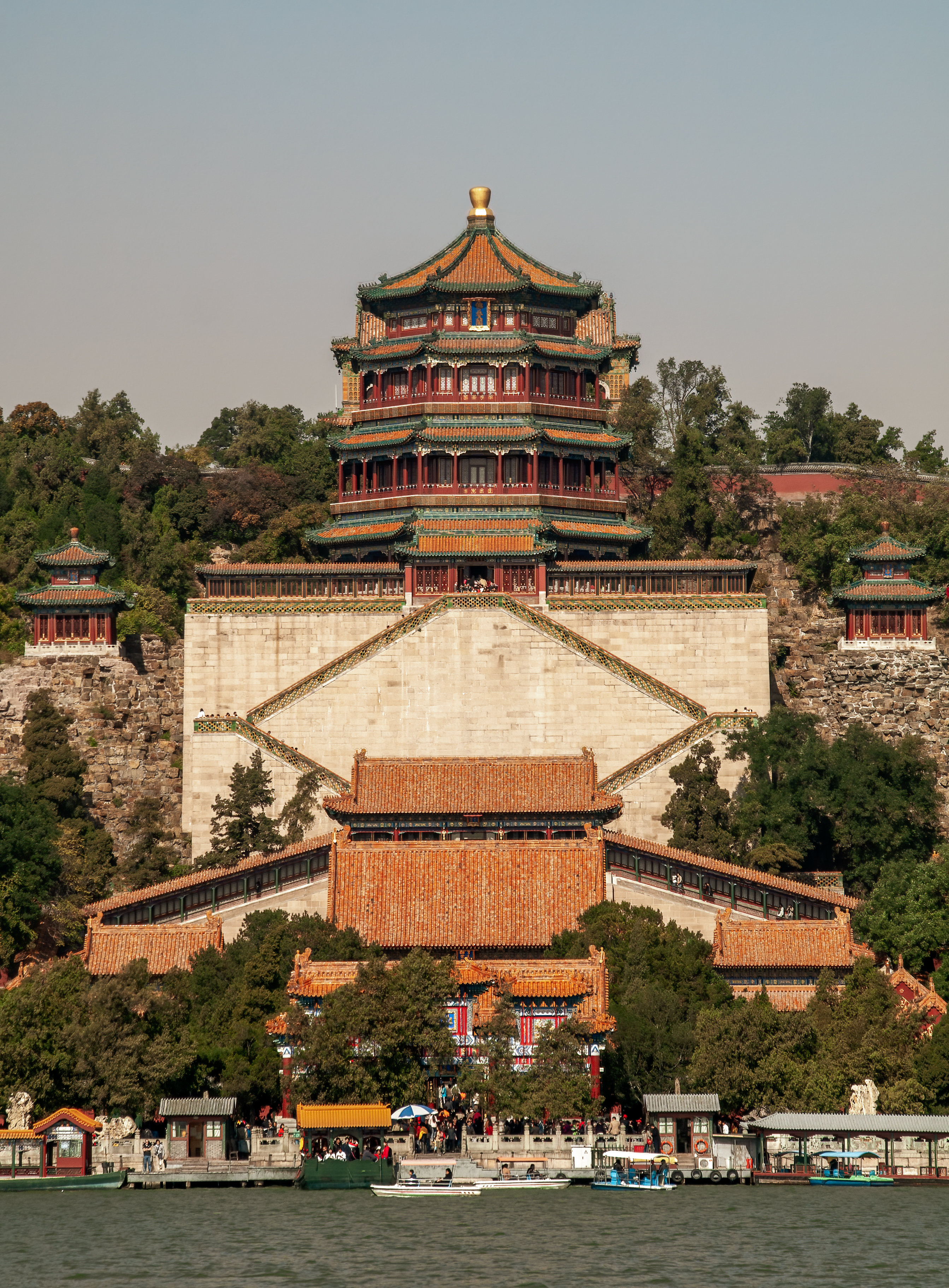
佛香阁的全貌，佛香阁的正面为昆明湖。

颐和园以万寿山和昆明湖为主，昆明湖占颐和园总面积的四分之三。除了湖山，还有殿堂景区、耕织图景区。重要建筑集中在万寿山南北中轴线上。万寿山分为前山、后山两部分，前山自东向西有养云轩、无尽意轩、介寿堂、排云殿、清华轩、宝云阁、共一楼、听鹂馆、画中游等知名景观。后山南北中轴线为规模宏大的汉藏风格寺庙殿宇，包括四大部洲、须弥灵境、香岩宗印之阁等等，周围点缀以数座小型山间园林，有苏州街、寅辉城关、花承阁、赅春园、绘芳堂等建筑。昆明湖中有三座岛屿，分别名为南湖岛、藻鉴堂岛、治镜阁岛。昆明湖由一条西堤将大湖一分为二，光绪时建立围墙，修筑起了东堤。
颐和园的主要区域可包括六个部分，分别是殿堂景区（是帝后料理朝政和住宿所在）、万寿山景区、昆明湖景区、耕织图景区（独特的农牧色彩）、长廊景区和中轴景区（起于前山云辉玉宇牌楼，止于后山慈福慧因牌楼）。作为一座知名园林博物馆，拥有丰富制式的园林建筑和景观营造手法，涵盖了中国传统名著中的亭台楼阁，轩榭台堂。

### 前山
- 东宫门：为颐和园的正门。门前有两只铜狮，是清漪园遗物。宫门前的云龙石阶是圆明园安佑宫遗物。门额上“颐和园”三字为光绪帝御笔親賜。宫门前有大广场，南北两侧为朝房，前有大影壁。
- 仁寿殿：在颐和园东宫门内，是慈禧太后、光緒帝夏天住在頤和园中臨朝聽政，接受恭賀，以及接見王公大臣和外國使節的地方，這裡也曾經是光绪皇帝頒詔實行變法维新的地方。始建於乾隆十五年（1750年）命名为勤政殿，意為不忘勤理政務。咸豐十年（1860年）遭到英法聯軍焚毀，光绪十二年（1886年）慈禧太后重建時，改为现名，意為施仁政者長壽之意，是頤和園聽政區的主要建築。殿为东向，面阔九间，单檐卷棚歇山顶，两侧有南北配殿，前有铜麒麟、寿星石，以及銅龍銅鳳的雕像，排列在仁壽殿外。是皇帝，皇后在舉行朝會大典時會點燃檀香。在中國古代龍就是皇帝的象徵，鳳就是皇后的象徵。按照慣例是龍在上，鳳在下，但是自慈禧太后掌權之後，就將龍，鳳的位置給顛倒變成鳳在上，龍在下，藉此來顯示出慈禧太后的權威。殿外懸掛著“大圓寶鏡”的匾額，意為當政者的智慧如同大圓寶鏡一樣，能夠洞察一切。殿內則是高懸著“壽協仁符”的金字匾額，意為仁與壽君子兼而有之。正殿內設置慈禧太后，光绪帝召見王公大臣時的寶座，寶座是用上等的紫檀木雕刻而成，椅背上刻有九條金龍，寶座的旁邊設有掌扇，鼎爐，鶴燈。东为仁寿门。殿北有水井“延年井”，殿后为巨大的狮子林假山，仿苏州狮子林，堆山所用的剑石、石笋为圆明园正大光明殿后假山遗物。

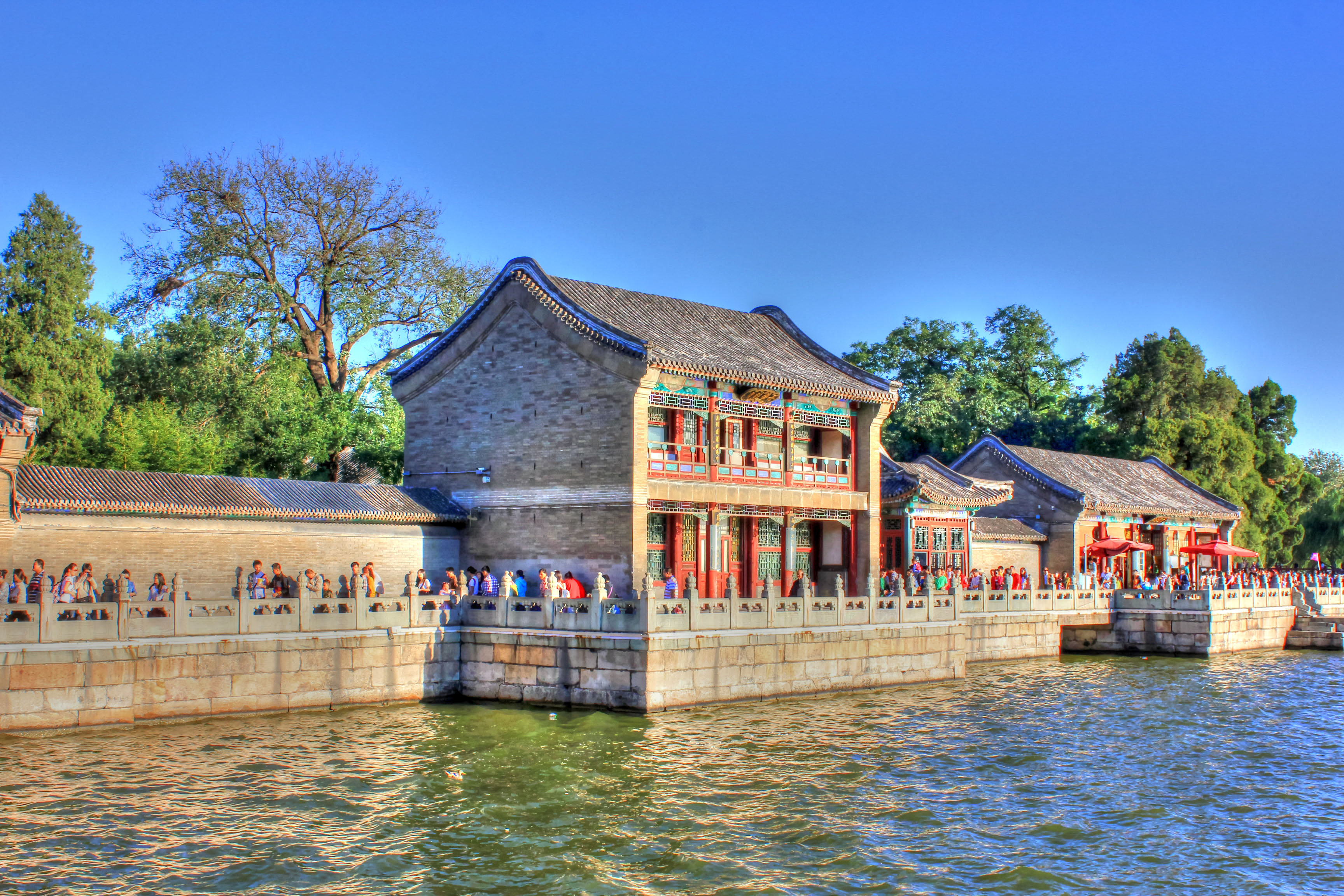
昆明湖畔玉澜堂外

- 玉瀾堂：在仁寿殿西，始建于乾隆十五年（1750年），咸豐十年（1860年），光绪十八年（1892年）重建，成为清朝皇帝在頤和园中處理政務和居住的地方。正殿即玉澜堂，堂名是取自晉代詩人陸機的詩句“玉泉甬微瀾”當中的“玉”和“瀾”二字合併而成。內設有御案寶座。原为一四通八达的穿墙殿，光绪皇帝曾经被慈禧太后囚禁于此，因此殿北的后门用砖墙砌死。前院东配殿名霞芬室，西配殿为藕香榭，两殿的门内亦可见圈禁光绪帝的围墙，是一处重要的历史遗迹。正殿地砖上原有坑洼洞痕，为光绪帝被囚禁时用手杖击地发泄而成。玉澜堂西侧另有夕佳楼，楼西为邻水过道，蜿蜒曲折，称为“九道湾”。
- 宜芸馆：在玉澜堂北面，乾隆时是藏书之所，光绪年間改建为光緒皇帝的皇后隆裕的居所。院门为垂花门，称宜芸门，门内侧墙壁上有10块石刻，是乾隆帝摹写的名家法帖，原藏于惠山园内，重建时移此。正殿为宜芸馆，东配房称道存斋，西配房称近西轩，均沿用乾隆时旧名。戊戌政变[錨點失效]后，玉澜堂与宜芸馆之间的通道也被砖墙切断。宜芸馆北门有飞阁复道通至德和园戏台。
- 德和园大戏楼：颐和园中看戏的地方，原为乾隆时期的怡春堂。楼高21米，三层，结构与圆明园同乐园清音阁和避暑山庄清音阁相同（与紫禁城畅音阁不同的地方在于其外形是卷棚顶，且覆灰瓦），是清朝最大的戏楼之一，三层舞台间有天地井相通，南部有两层的扮戏楼，北部为看戏用的颐乐殿。德和园之东为“东八所”（寿膳房、寿茶房、寿药房）、养花厂和武备院等服务性院落，现被隔出颐和园，改为颐和安缦酒店。
- 樂壽堂：是慈禧太后在頤和園中居住的地方，始建於乾隆十五年（1750年），咸豐十年（1860年）遭到英法聯軍燒毀，光绪十三年（1887年）重建。门外有水木自亲码头，有牌坊，是清宫中最早安装电灯的地方之一。院子分为三路，中路乐寿堂为慈禧太后的居所，中部为起居空间，裡面設有用上等木材紫檀木雕刻而成的“御案寶座”後面放著十五折的玻璃屏風，兩側設有羽毛掌扇，羽毛掌扇不但裝飾精美，也可以顯示出慈禧太后的威儀。西间为寝宫，东间为更衣室。堂前陈列铜鹿、铜鹤、宝瓶，取“六合太平”谐音。寝宫内的文物有用珍珠、玛瑙、翡翠制成的花篮，用金银和各种宝石镶嵌的四季花卉壁画等。乐寿堂前有明代米万钟遗留的“青芝岫”巨石，院中栽培玉兰、海棠、牡丹，取“玉堂富贵”之意。后院原有乾隆时期遗留之古玉兰树，2005年枯死移除。东跨院后半部称“永寿堂”，为太监总管李莲英住所。西跨院北部有假山，以及坐落于山上的扇面殿“扬仁风”。扬仁风院落西南角即长廊入口。
- 长廊：东起乐寿堂西院，西至石丈亭。长廊长达728米，共273间，其间点缀以留佳、寄澜、秋水、清遥四座亭子，以及鱼藻轩、对鸥舫两座对称的点景建筑。长廊背山面水，平面呈展翅蝙蝠形状（取福字谐音），不仅把各处景点有机地串联起来，本身也是颐和园中一处最有名的景观，长廊上有西游记、三国演义、红楼梦、西湖风景、二十四孝、中国古代诗歌和神话故事（如张敞画眉、牛郎织女、张良纳履等）、山水花鸟等图画，共计一万七千余幅。
- 排云殿：在万寿山前山中部的建筑中轴线上，原址为大报恩延寿寺，1892年重修，是慈禧太后做寿时接受贺拜、举行庆典的地方。“排云”二字出自晋朝人郭璞“神仙排云出，但见金银台”的诗句。排云殿正门为排云门，门前有云辉玉宇牌坊，两侧有十二属相石。排云门和二宫门之间有方形的莲池，池上架金水桥，两门内分别有紫霄、玉华、芳辉、云锦四座配殿。排云殿正殿为颐和园内等级最高的建筑，建在九级汉白玉台基上，七间五进，重檐歇山顶，黄琉璃瓦，左右两侧有耳殿，各殿之间有复道相连，横列共计二十一间。排云殿之后为德辉殿，再后为高42米的石砌高台，沿台前八字楼梯“朝真磴”可向上通往佛香阁。排云殿东为介寿堂，西为清华轩，清朝时均为命妇退居之所，现被颐和园作为别墅出租，不对游人开放。介寿堂内有连理柏和紫玉兰各一株，颇为名贵。
- 佛香阁：位于万寿山前山正中位置，为铁力木修建的八角形三层楼阁，高41米，上覆绿剪边黄琉璃瓦，是颐和园内体量最大的建筑。阁内供奉接引佛，每月朔望，慈禧太后在此烧香礼佛。佛香阁原为九层佛塔延寿塔，修筑到第八层时乾隆帝下令拆毁，仿武昌黄鹤楼改建阁楼。

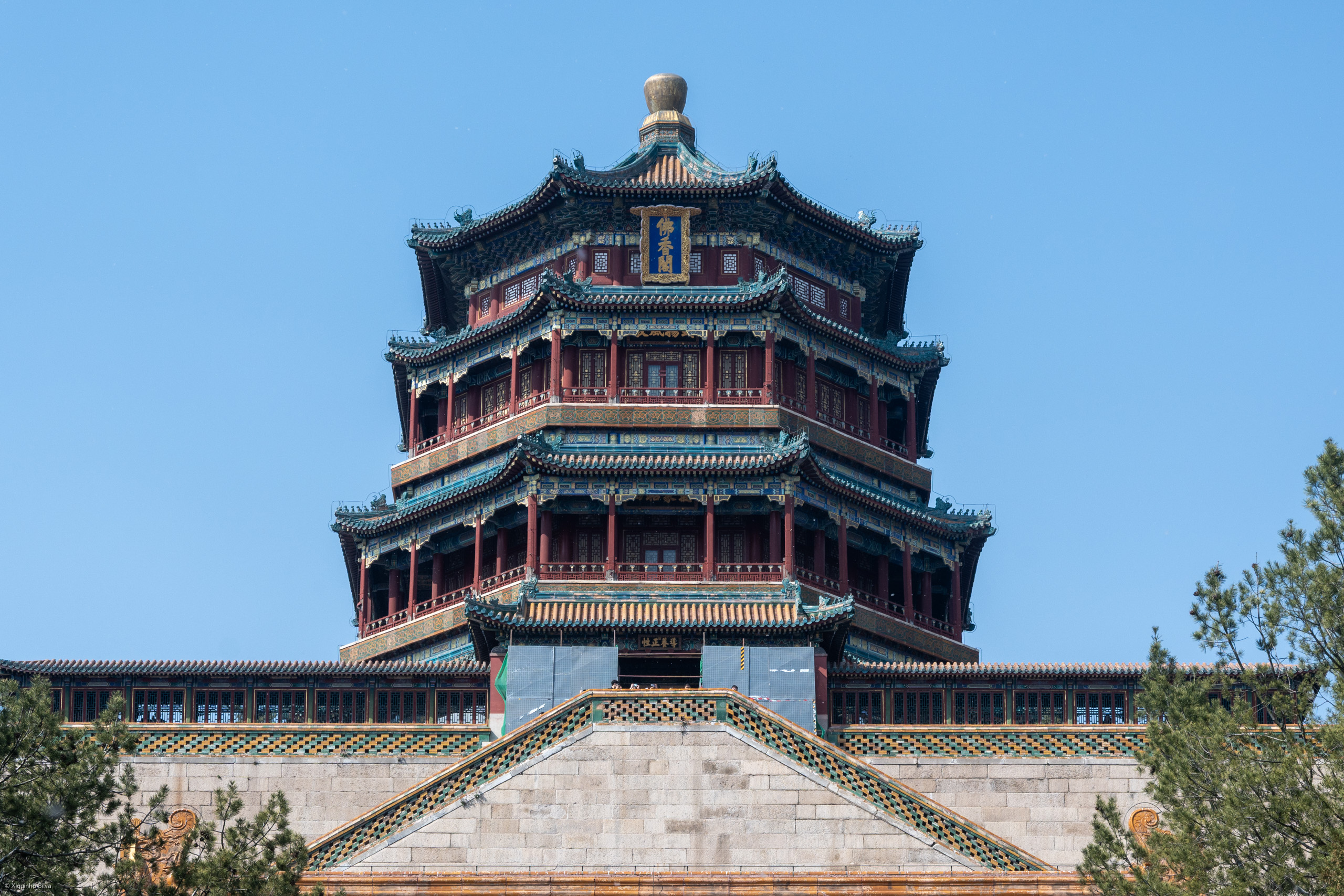
佛香阁

- 智慧海：位于万寿山山巅，为无梁佛殿，全部为五色琉璃砖砌成，色彩绚丽，图案精美，壁面嵌有1000多尊佛像。外墙下半部琉璃砖上的佛像头部在文化大革命中被悉数凿毁。殿内观音像为乾隆时所造。殿前有琉璃牌坊，其上石额构成“众香界”、“祗树林”、“智慧海”、“吉祥云”四句偈语。
- 万寿山昆明湖碑：在排云殿之东，碑上有乾隆御书“万寿山昆明湖”六字，碑后是乾隆所撰《昆明湖记》，讲述修建清漪园的理由。碑左右各有一座亭子，亭内有“转轮藏”木塔，塔中有轴，推之使其转动。此处仿杭州法云寺藏经阁而建，不对游客开放。
- 宝云阁：在排云殿之西。又称“铜亭”。建于乾隆20年（1755年），高7.55米，重41.4万斤，蟹青冷古铜色仿木结构，梁柱、椽瓦、斗拱、门窗、对联全部用铜铸成。门窗原被八国联军掠走，在1980年代由海外华人购得，捐给颐和园。
- 石舫：清晏舫，原名石舫。是一半入水的两层石舫，长96米，上原有中式舱楼，1860年被焚，光绪重建时改为木制仿西洋大理石舱楼，并在石舫两侧加造明轮。石舫西北为小岛，岛上原有西所买卖街，两岸仿扬州瘦西湖景色。
- 听鹂馆：在万寿山前山西部。内有两层戏楼一座，在修建德和园大戏楼前，这里是慈禧太后听戏的主要场所。馆内古柏参天，馆外有杏树和翠竹。听鹂馆现为听鹂馆饭庄，经营仿清宫廷菜肴，内设贵寿厅、福寿厅、寿膳厅等十个餐厅。
- 画中游：在万寿山西部，依山而建，中为八角形两层楼阁，东西为两楼两亭，东楼名“借秋”，西楼名“爱山”。各建筑间有爬山游廊和石洞相通，错综复杂，犹如迷宫。站在亭上四周环顾，有置身于画中之感。
- 前山东部：有景福阁、自在庄、含新亭、养云轩、意迟云在、千峰彩翠、无尽意轩、写秋轩、国花台等点景建筑。无尽意轩和自在庄清朝为命妇退息之所。景福阁为慈禧太后观赏雨景、月景之地。
- 前山西部：有邵窝殿、云松巢、湖山真意、山色湖光共一楼、石丈亭等点景建筑。邵窝殿之名取南北朝时宋朝邵康“安乐窝”典故，云松巢取李白“吾将此地巢云松”诗句，两殿现均为颐和园工作人员休息处。

长廊西端，石丈亭北有一组院落，称“西四厅”，戊戌变法失败后，慈禧太后移居颐和园时将珍妃囚禁于此。西四厅西北有贝阙，又称宿云檐，乾隆时是清漪园的西门，上供关帝银像。贝阙向北有并列的石桥两座，东桥低平，西桥为拱桥。清漪园时期园墙从两桥中间穿过，西桥在园外，东桥在园内。

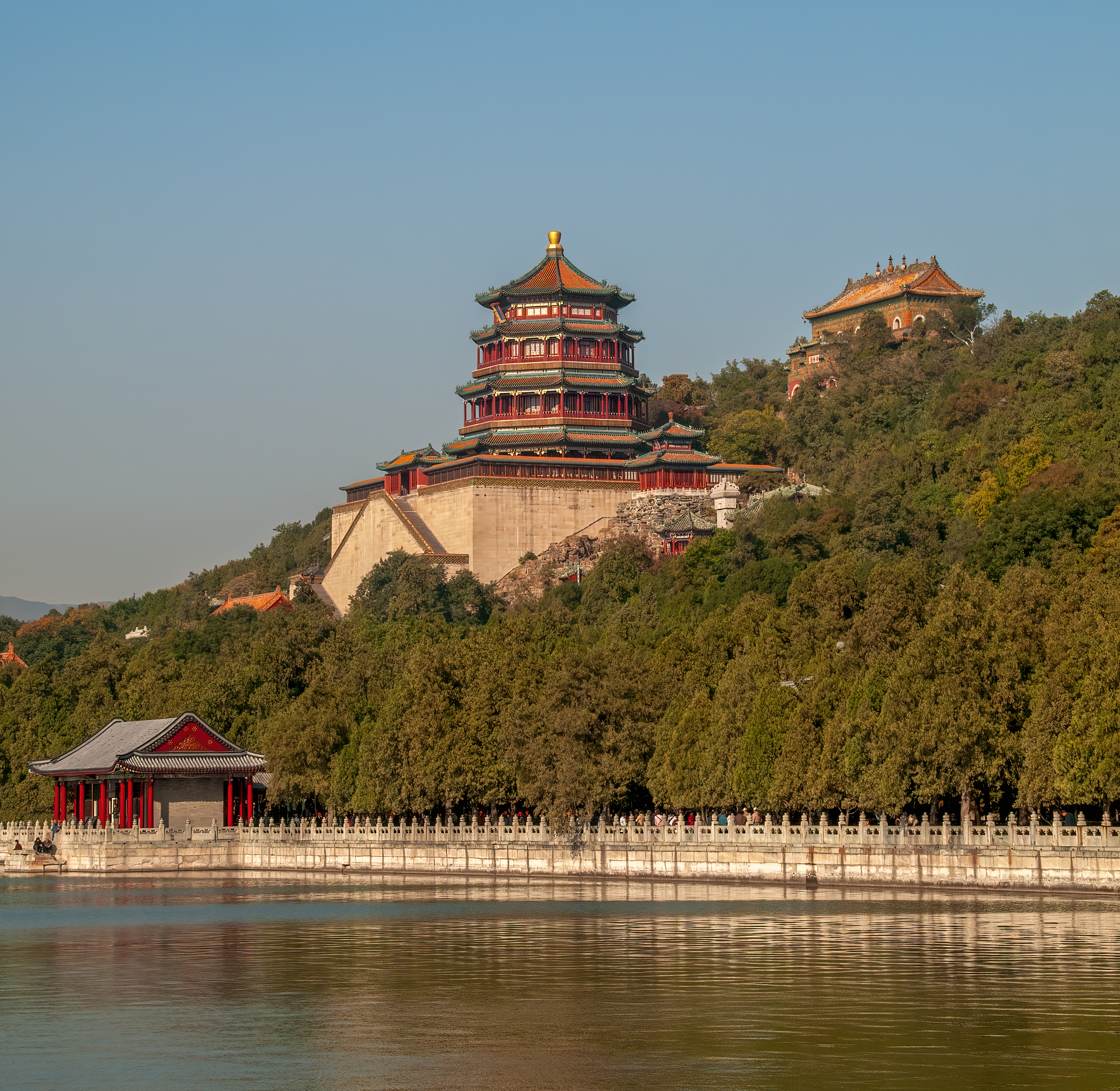
万寿山上的佛香阁，前景为昆明湖
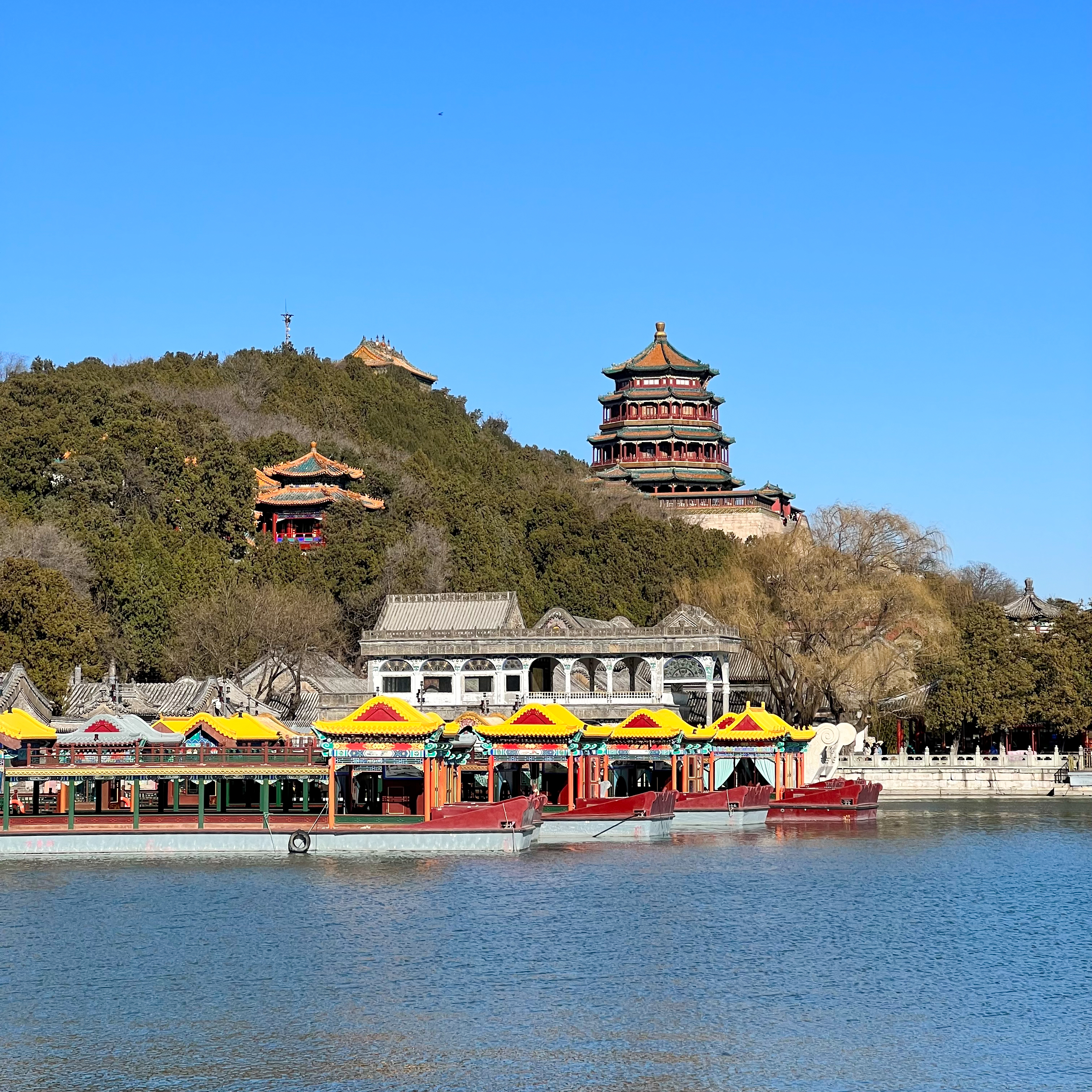
昆明湖西侧眺望万寿山及佛香阁，下面是画舫和一众游船
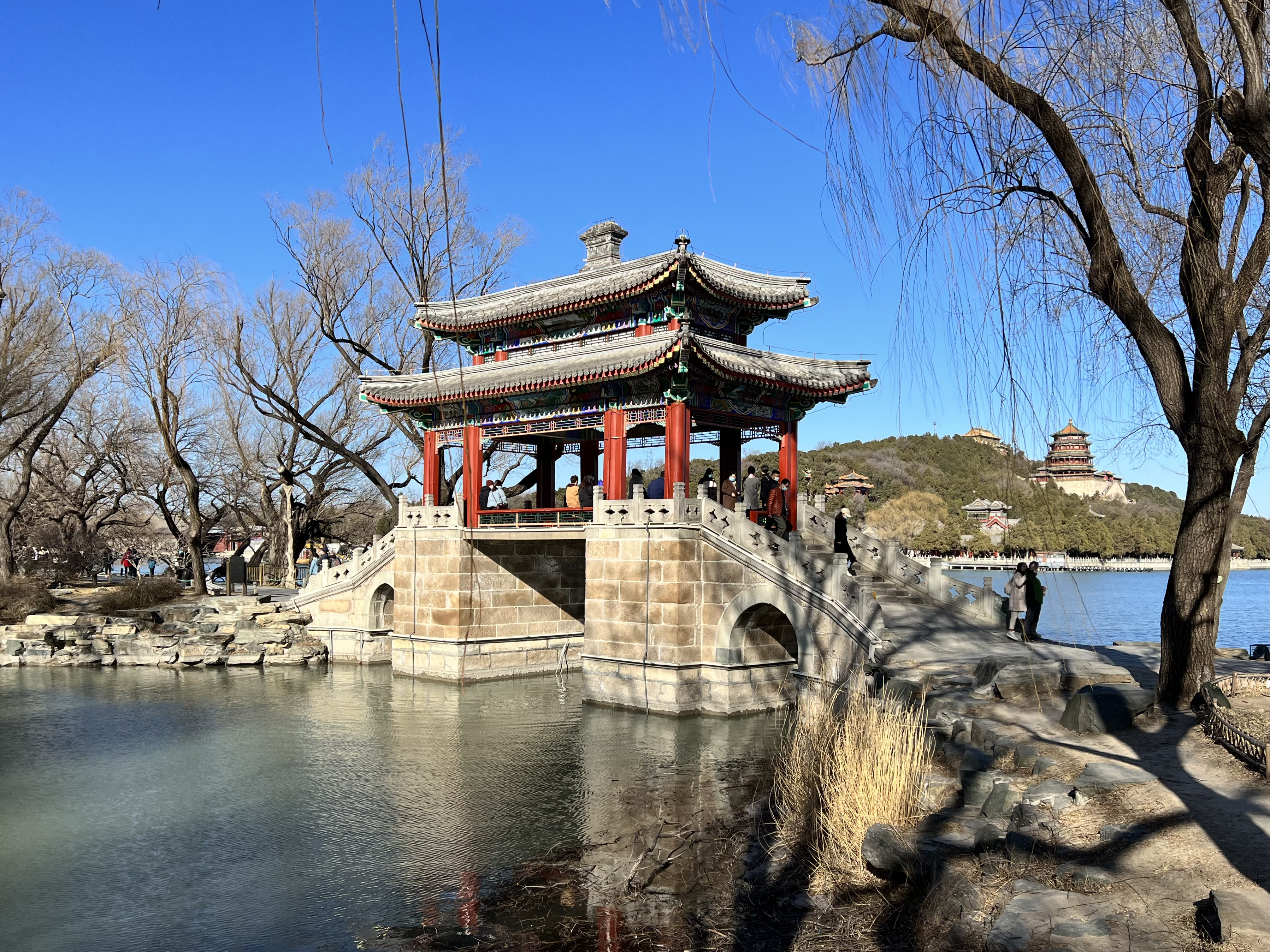
豳风桥
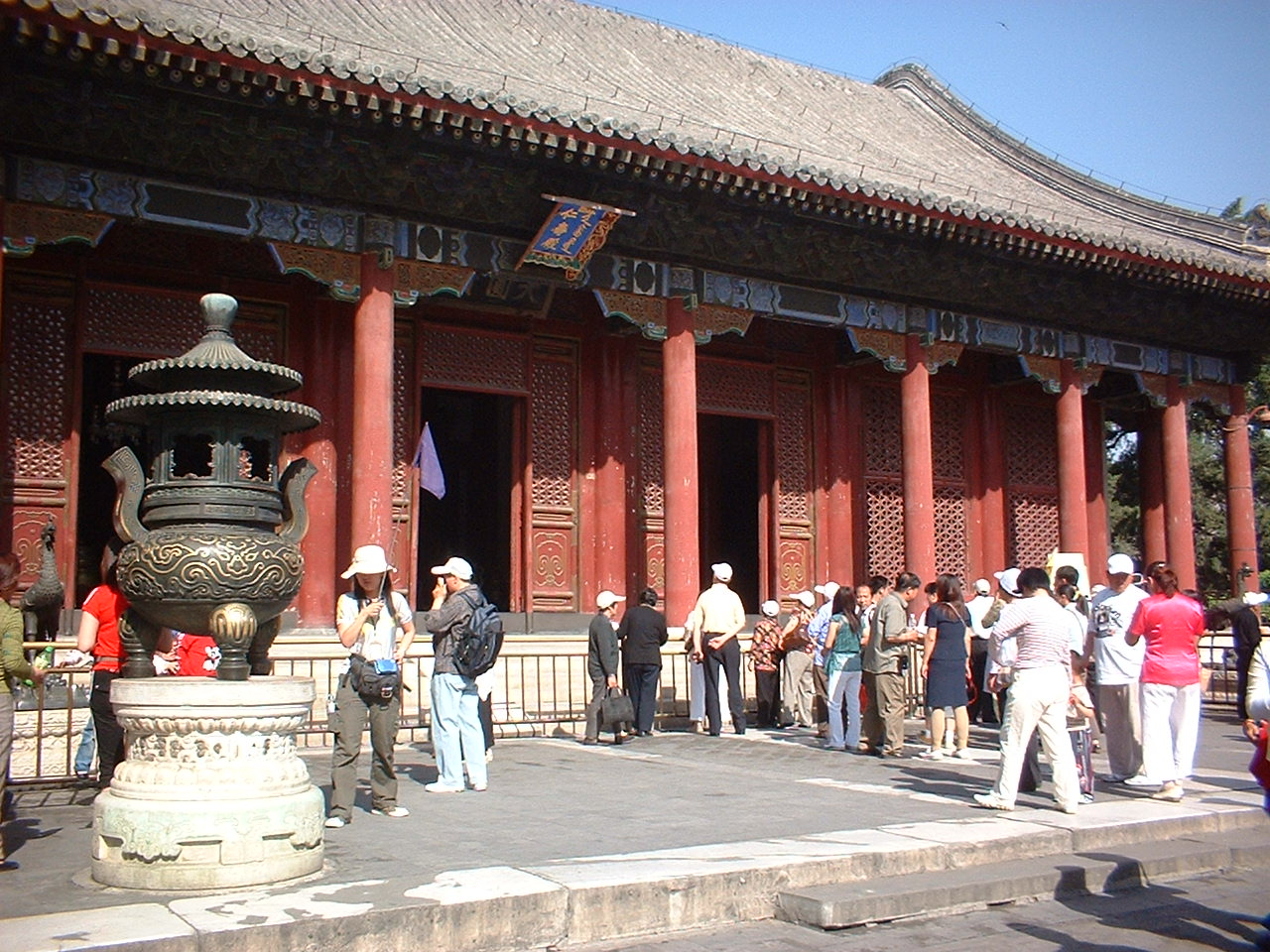
仁寿殿
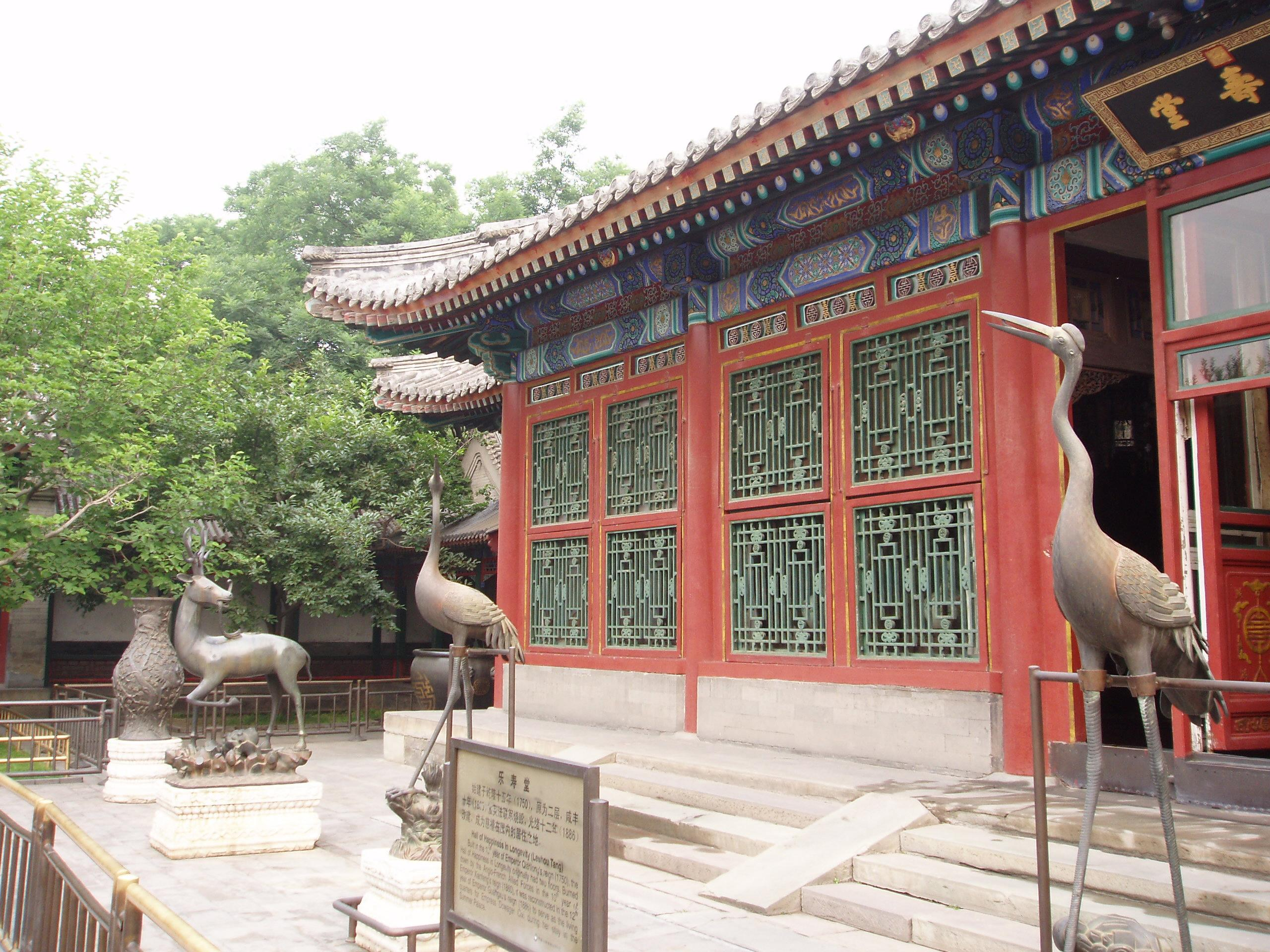
乐寿堂
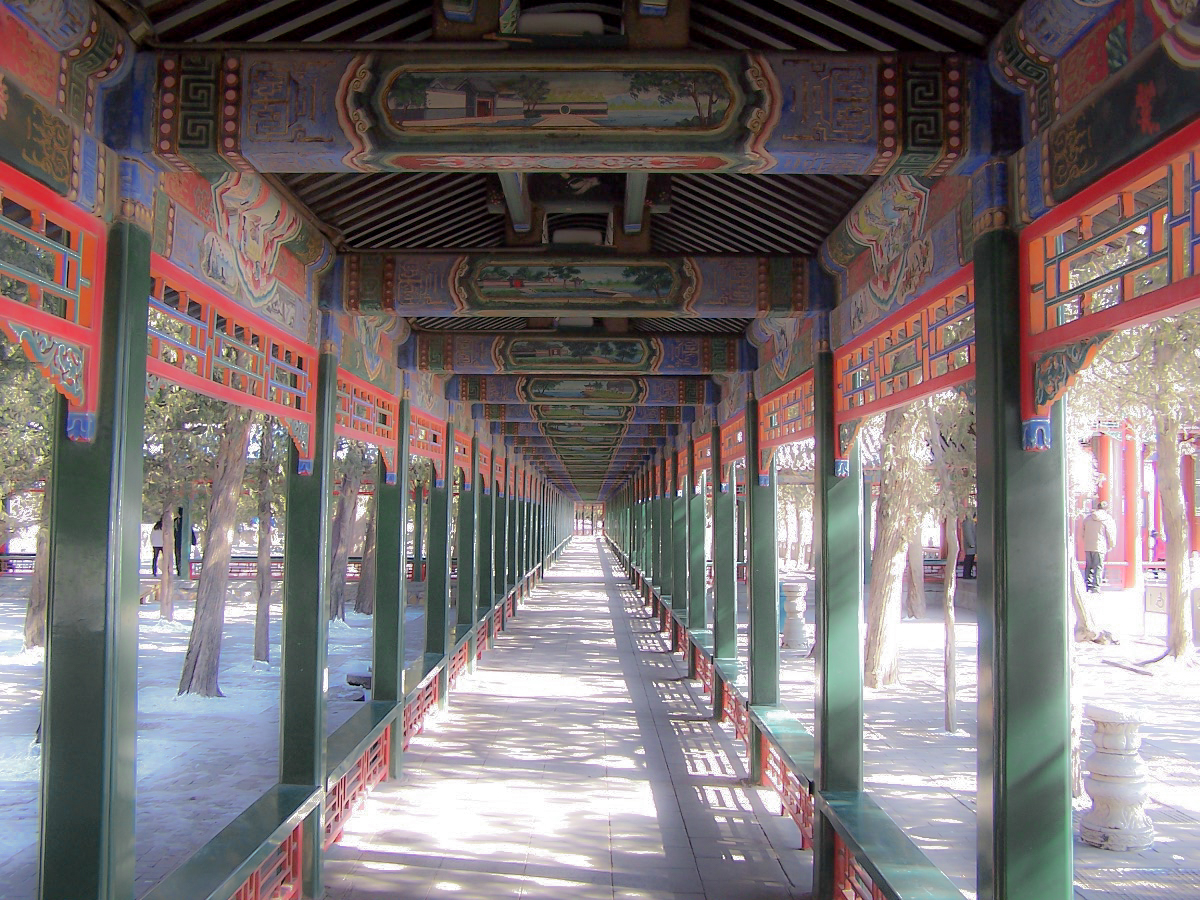
颐和园长廊
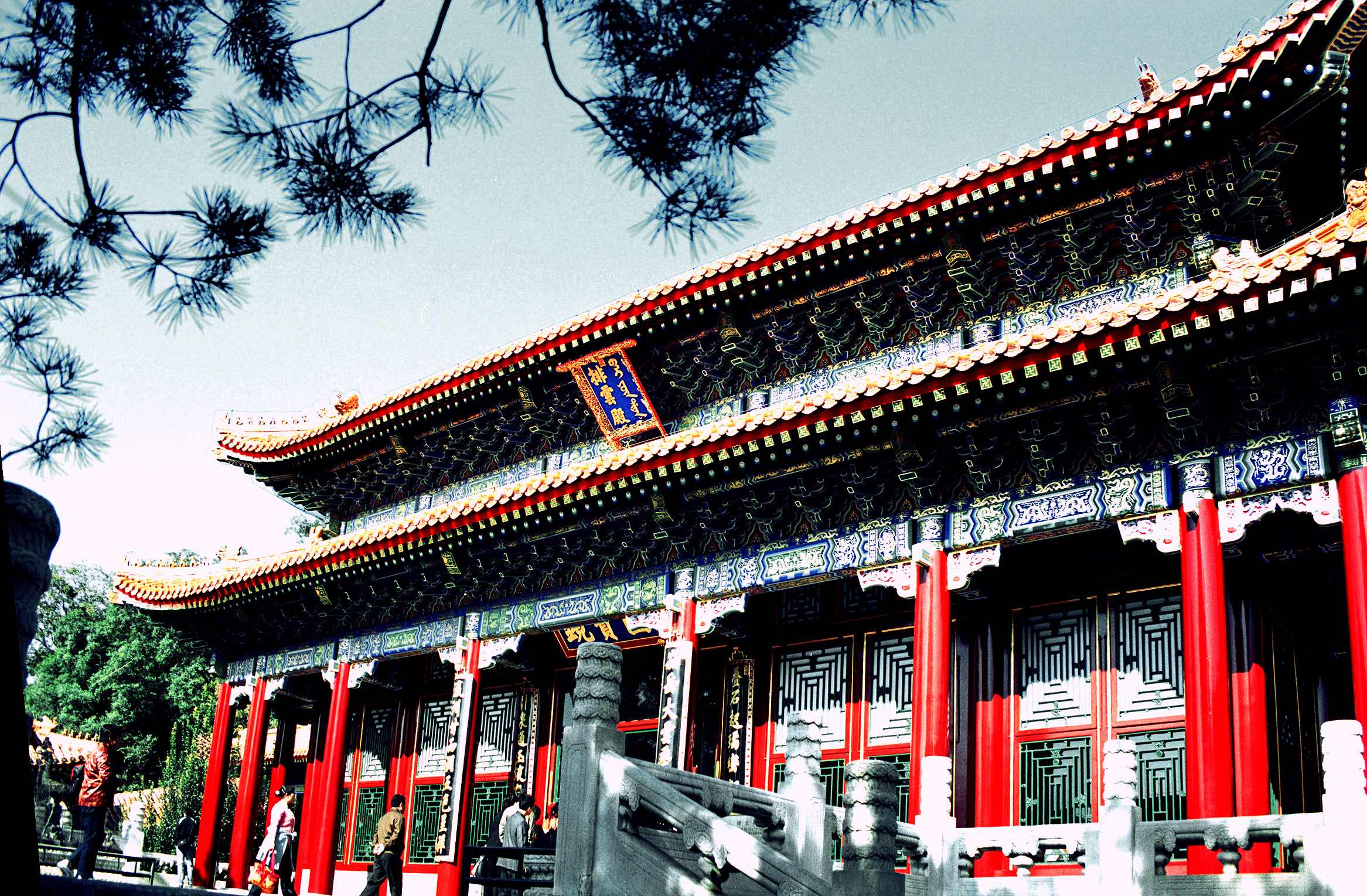
排云殿
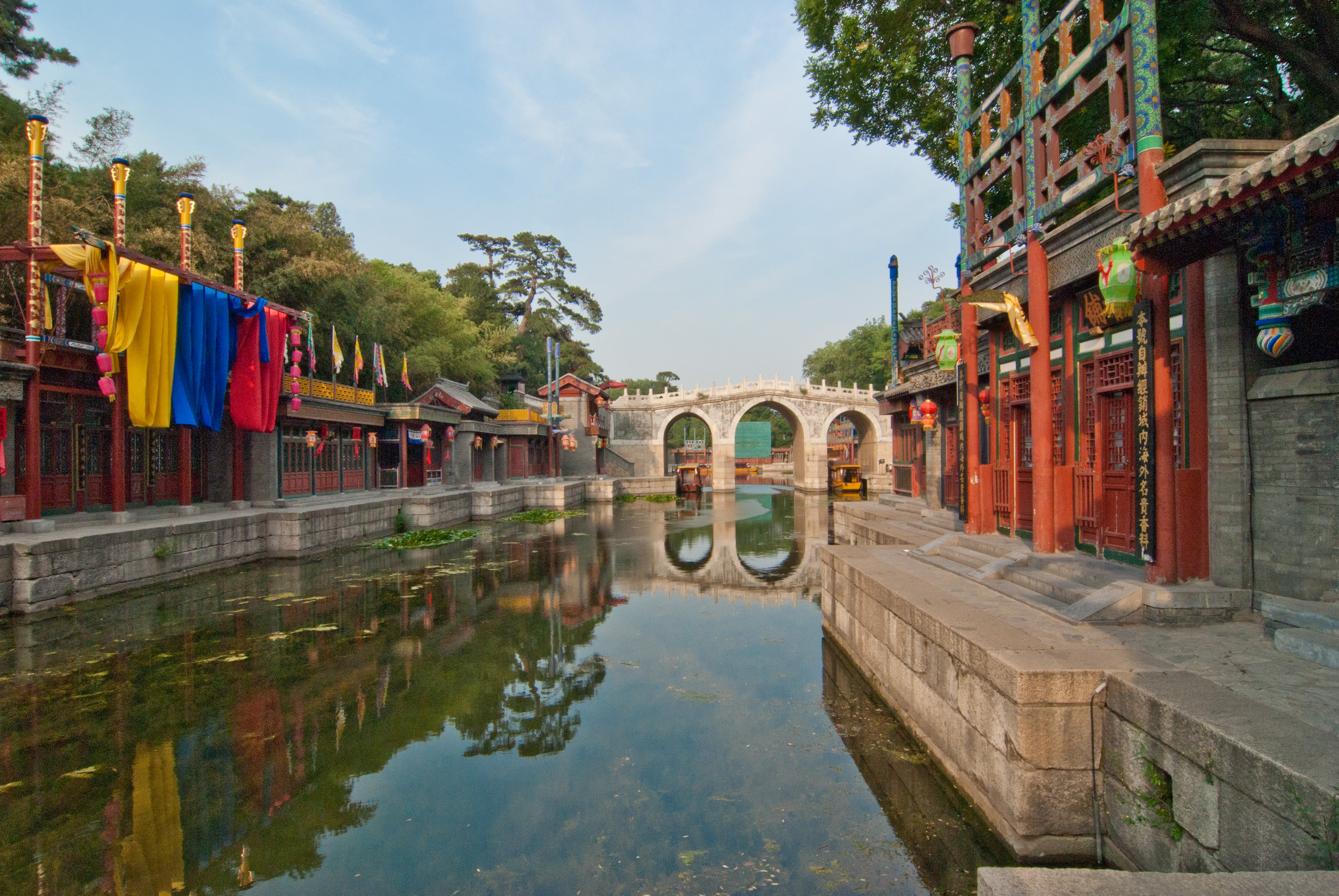
苏州街
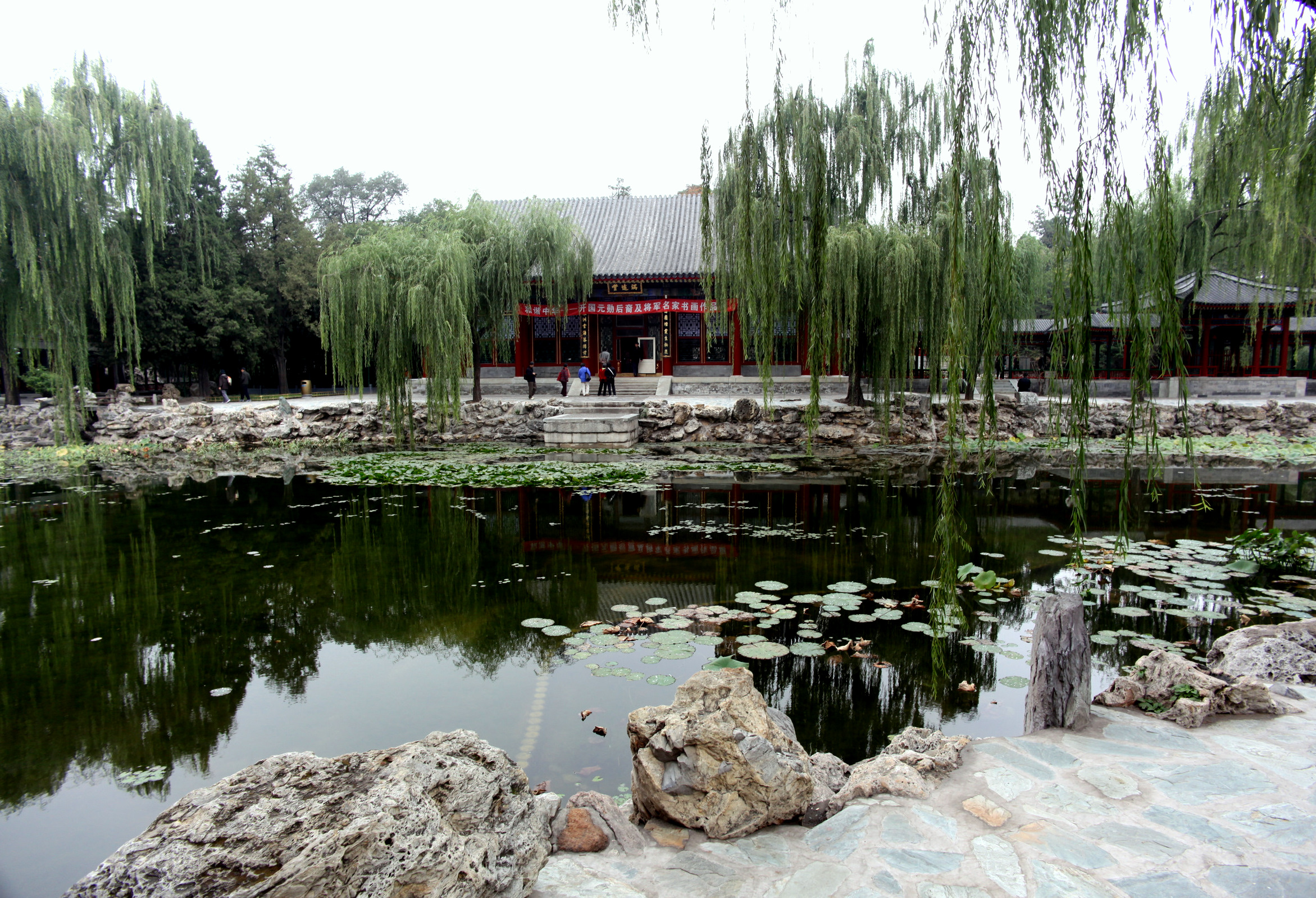
谐趣园正殿涵遠堂
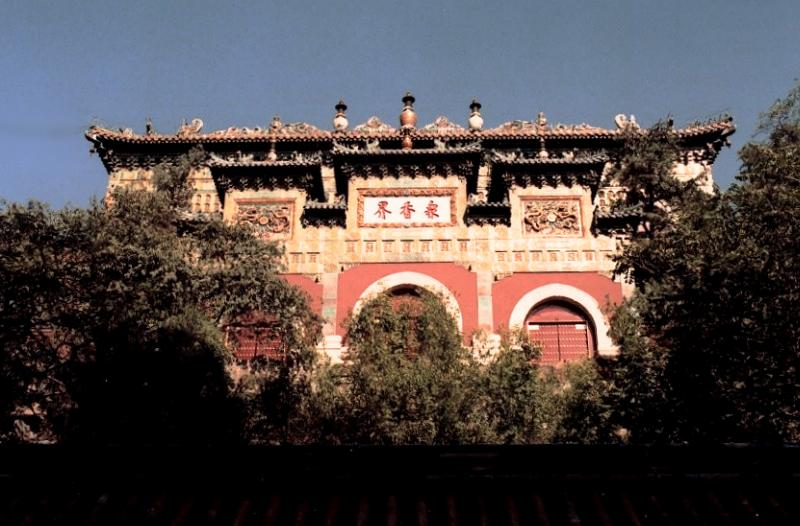
眾香界
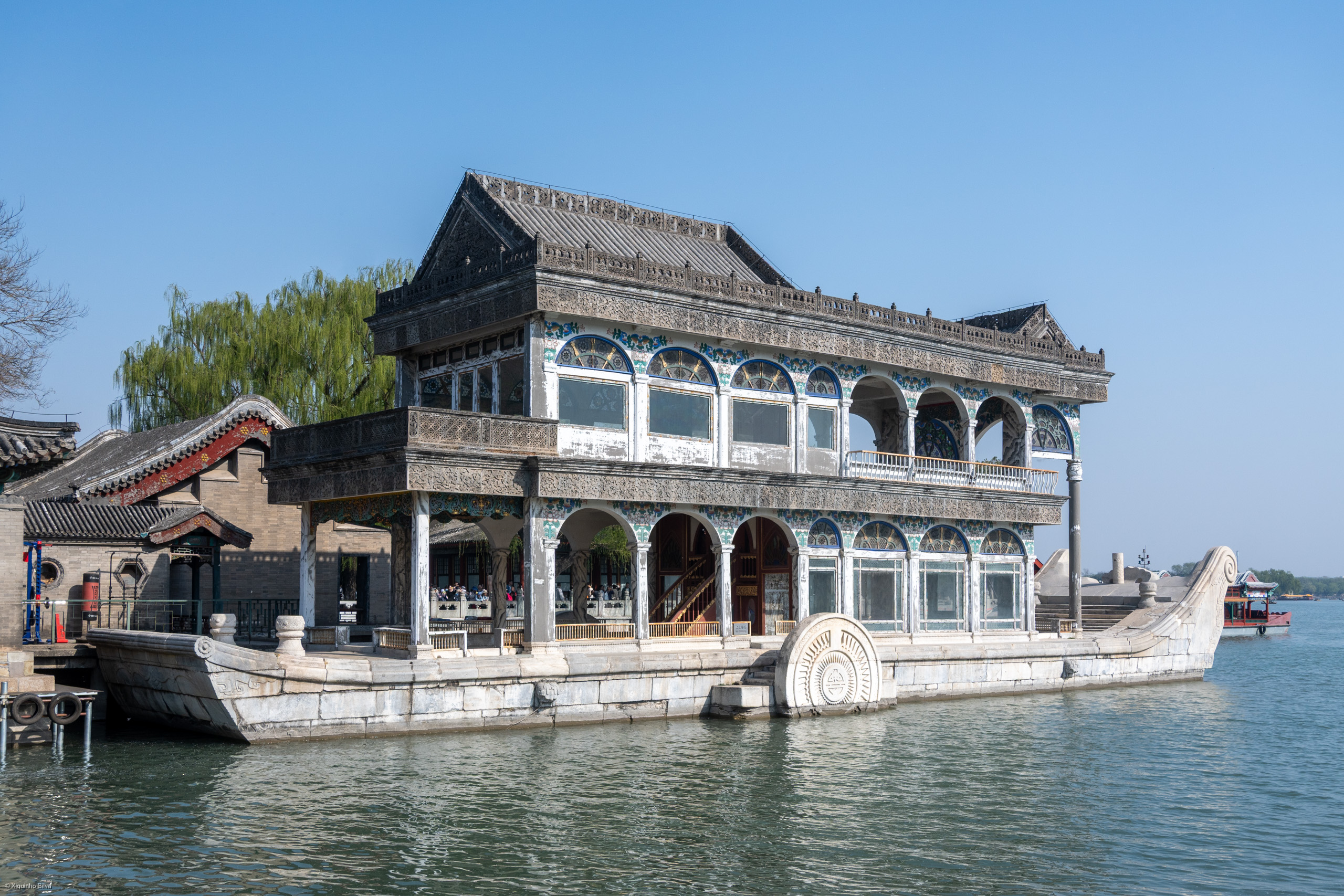
石舫
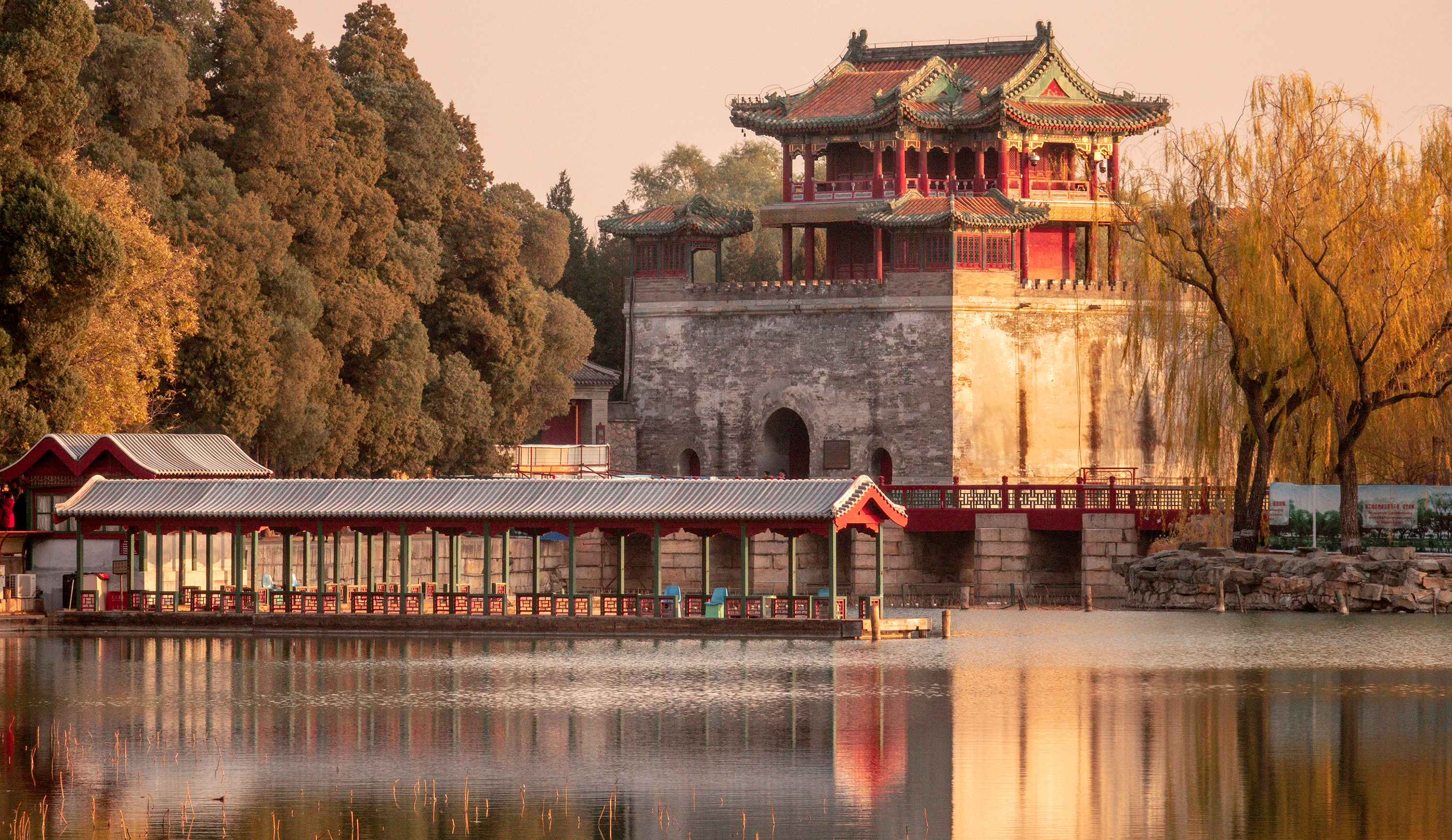
文昌阁
玉帶橋
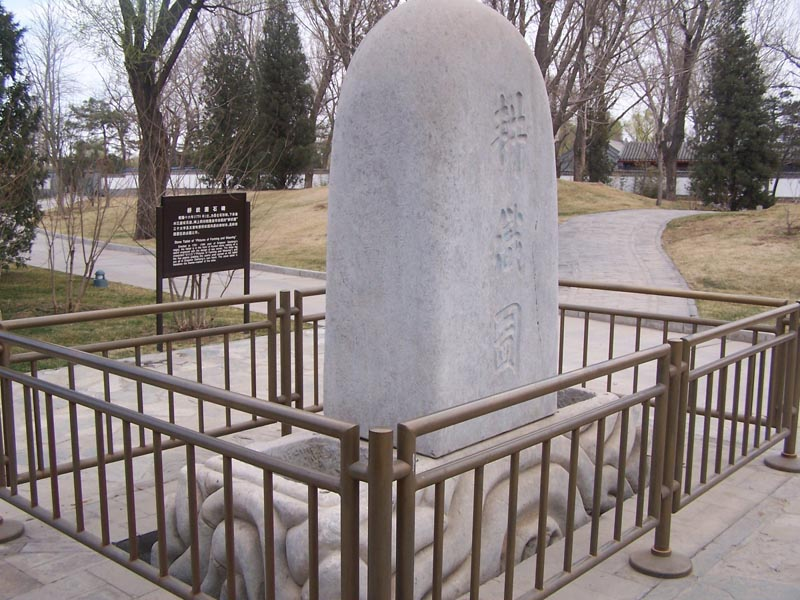
耕织图石碑
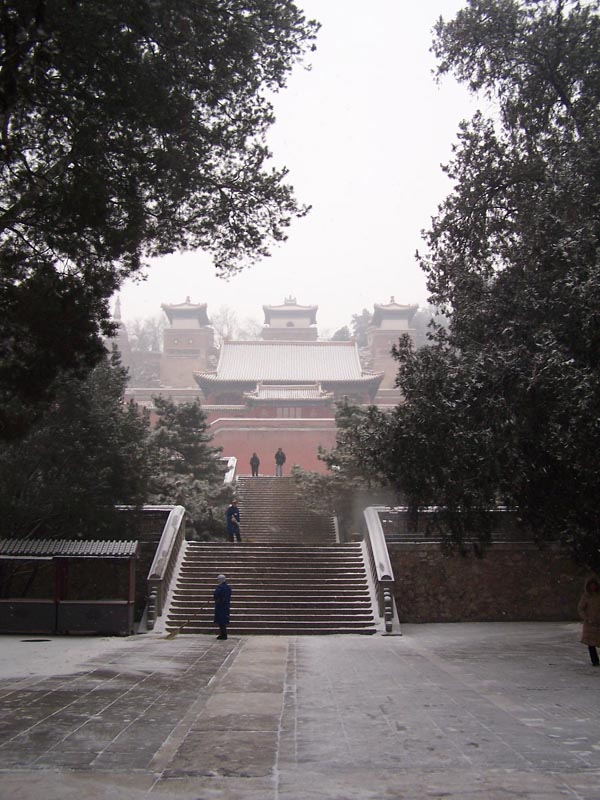
须弥灵境
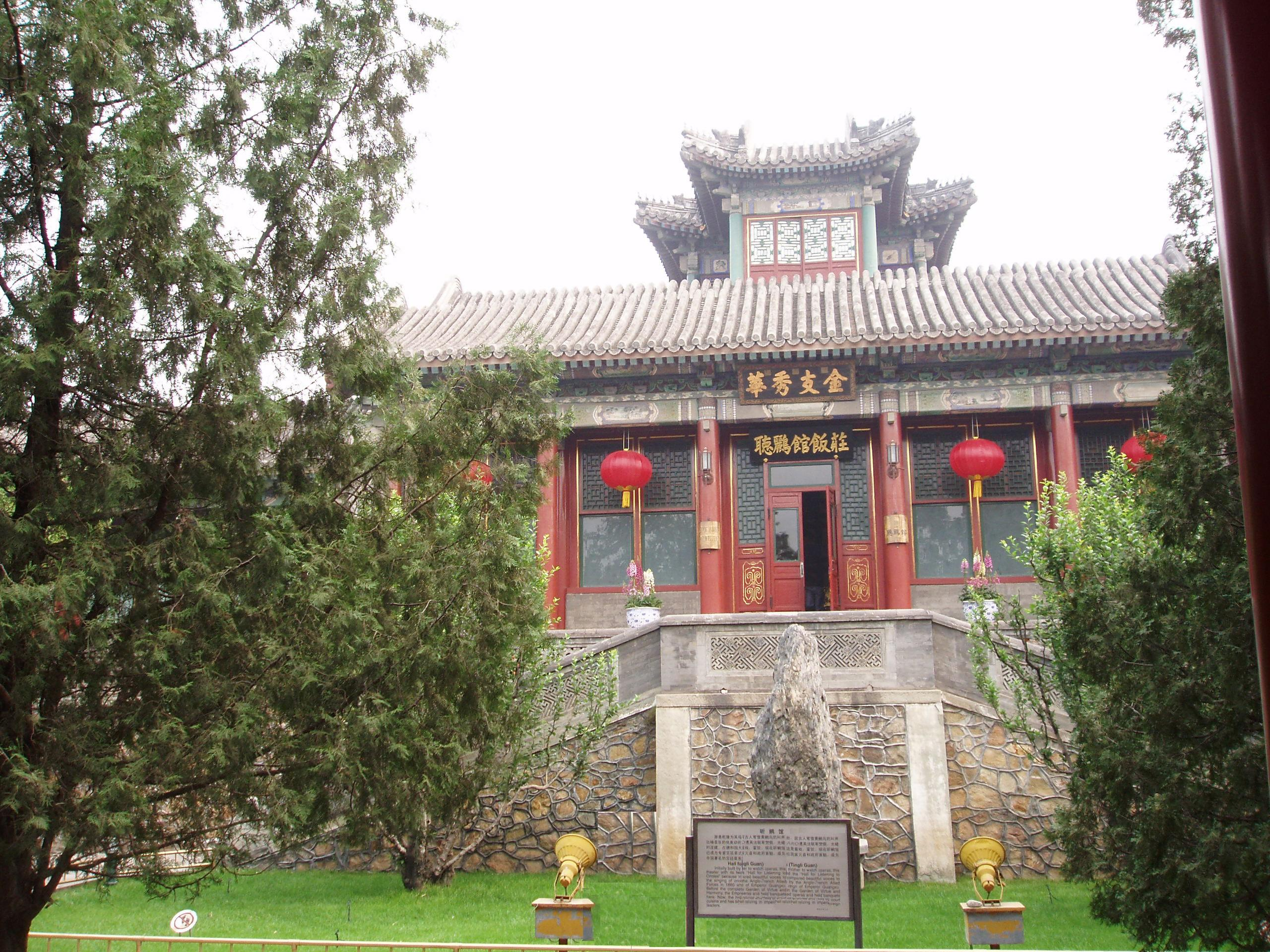
听鹂馆
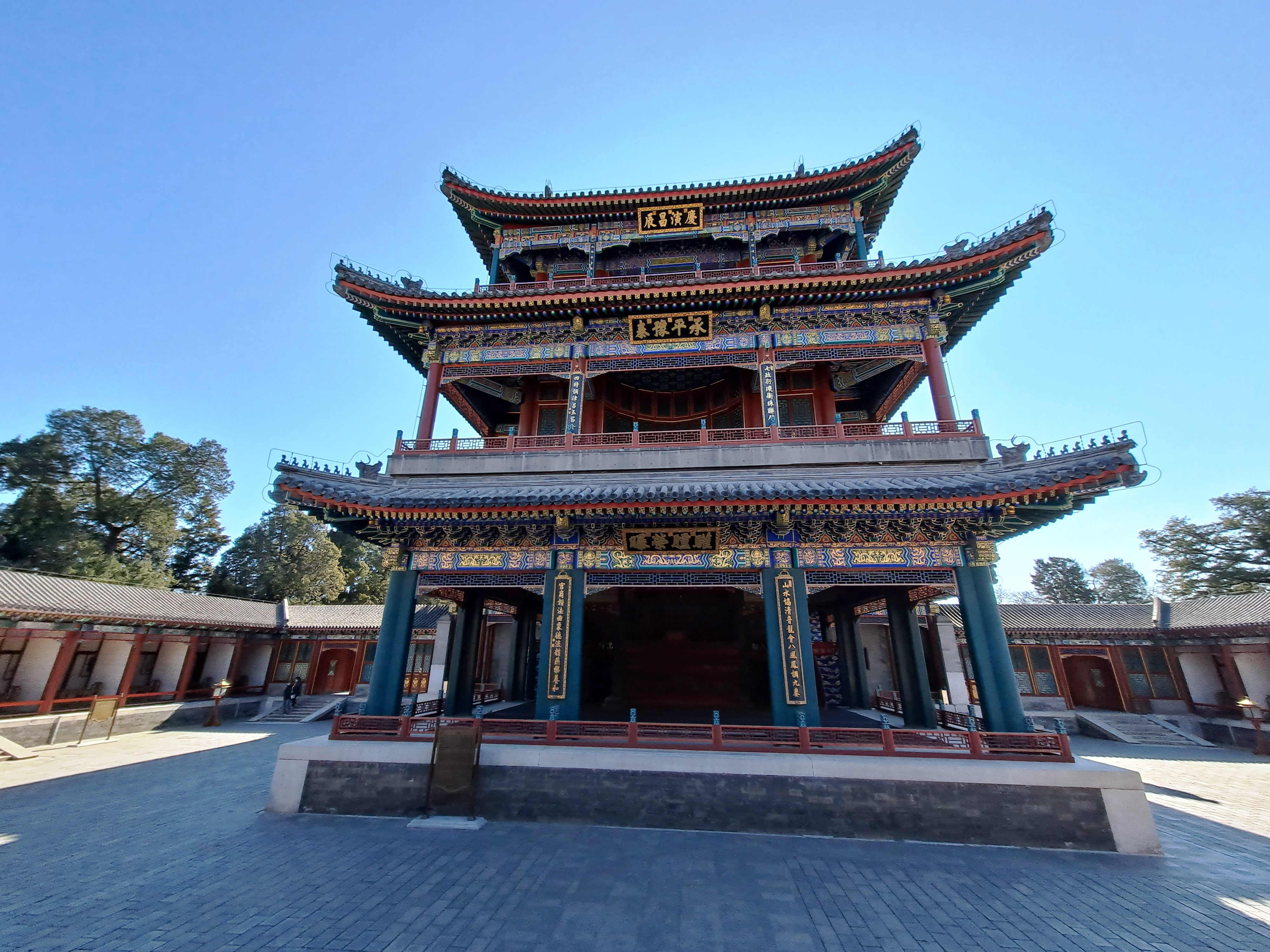
德和园大戏楼
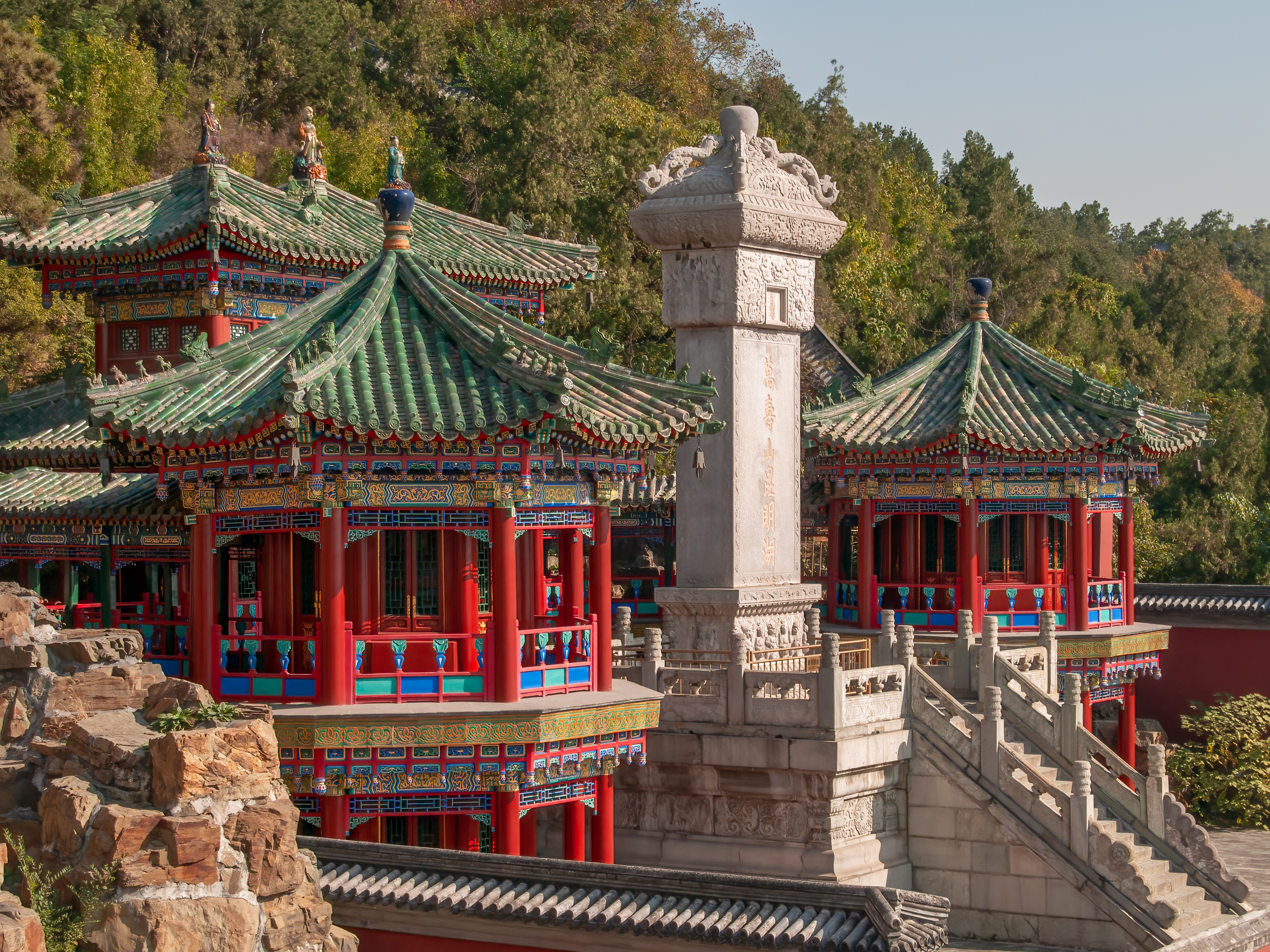
万寿山昆明湖碑

### 后山
- 苏州街：又称买卖街。乾隆二十七年壬午（1762年），乾隆帝下江南，到苏州游历唐代白居易修建的七里山塘，回京后在颐和园后湖仿照七里山塘的模样修建了苏州街。1860年被英法联军焚毁，光绪时期重建颐和园时未修复，1988年复建。
- 谐趣园：位于颐和园东北角。此園是乾隆於乾隆十六年（1751年——下江南時，看了無錫惠山腳下的寄暢園，仿其意而建，自然保有江南園林之美。諧趣園原名惠山園，1811年曾經改建並改為現名，為万寿山东麓的园中园。這座園有“到门唯见水，入室尽疑舟”之美譽。园内水多桥多，最著名的桥是知鱼桥。此桥桥身低平，贴近水面，能让游客观赏鱼群在水中来回穿行。桥坊上有乾隆皇帝命题的诗句。諧趣園的北部是正殿涵遠堂，此堂原為慈禧太后在此水池釣魚時休息之用，殿內裝飾精美雅緻，在頤和園里可說是上乘之作。另外，環繞水池的游廊是一條景色多變的的遊覽路線，隨著每一轉折，必有新的景色出現在眼前。
- 四大部洲：位于后山中部中轴线上，仿照西藏扎囊县的著名古寺桑耶寺，为汉藏风格的宗教建筑群，居中为汉式建筑香严宗印之阁，内供药师、如来、阿弥陀三尊佛像，香严宗印之阁四周环绕藏式的四大部洲殿、八小部洲殿、日殿、月殿、四色塔。承德避暑山庄外八庙中的普宁寺布局与此相似。香严宗印之阁下原为须弥灵境殿，1860年被焚毁，未修复。须弥灵境殿前为松堂，是一座长方形广场。
- 花承阁琉璃塔：位于后山东部，原为半圆形高台建筑，1860年被焚毁，现存琉璃塔一座，太湖石及汉白玉浮雕海兽台基一座，以及柱础、石阶遗迹。琉璃塔下部的佛像头部被红卫兵凿除。
- 赅春园遗址：位于后山西部，为乾隆时修建的一处小型园林，园内最大建筑为清可轩，是乾隆帝的书房，依崖而建，以石崖为其南墙。西隔桃花沟为丁香院，院南山崖上有香云窟石洞，洞内有乾隆题诗和石座，洞西有十八罗汉摩崖石刻。赅春园1860年被焚毁，仅存园门一座，但台阶、殿基和部分围墙保存完好。
- 绮望轩遗址：位于后山西部山脚下，后湖旁。为乾隆时修建的一处小型园林，构造巧妙，地面隐蔽处有山洞，向下可直通湖边石岸码头。

### 东堤

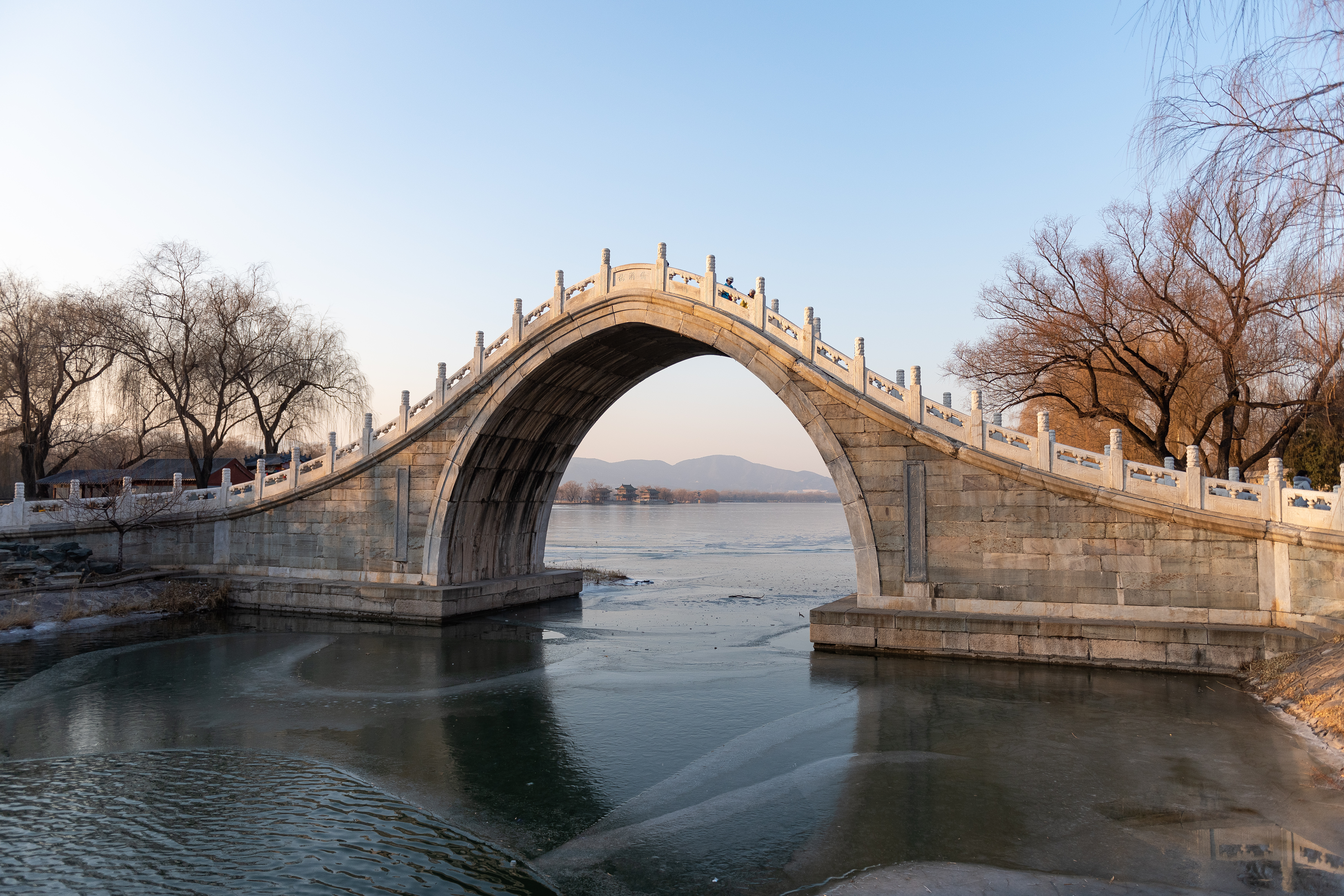
绣漪桥

- 知春亭：位于玉澜堂以南昆明湖东岸的岛上，重檐四角攒尖顶，四面臨水。亭畔山石桃柳點綴，每當湖水解凍，知春亭總是向人們報以春意。每年昆明湖解冻，多由此始。
- 文昌閣：得名於文運昌盛，是一座城關式的建築。清漪园时期，文昌阁为其东南门，上有三层高阁，重建颐和园时改为两层建筑。清漪园时期，文昌阁城关是从东、南方向入园的一座重要城门。城关上原是三层阁，光绪年间改建成两层阁。文昌阁旁有新建的文昌院，展出颐和园文物。
- 廓如亭：坐落于东堤中部，十七孔桥东端。重檐八角攒尖顶，占地130平方米，由内外三层24根圆柱和16根方柱支撑，是中国单体体量最大的亭式建筑。
- 铜牛：鑄於1755年，在牛背上刻有“金牛銘”敘述了鑄造的意義。直到如今，銅牛已看過昆明湖的各種滄桑變化。铜牛旁有廓如亭，是中国园林中体量最大的园亭。
- 耶律楚材祠：辽国宗室、蒙元名臣耶律楚材的坟墓，乾隆帝修建清漪园时加以保留，并在墓上加盖房屋，改为祠堂。2003年后已关闭，前半部改为出售旅游纪念品的商亭。
- 绣漪桥：位于东堤最南端，又称“罗锅桥”，是昆明湖的出水口、昆玉河的起点，外观与西堤的玉带桥相似，但从横额旁到同侧对联上方只有6根望柱（玉带桥则有7根）。

### 南湖岛

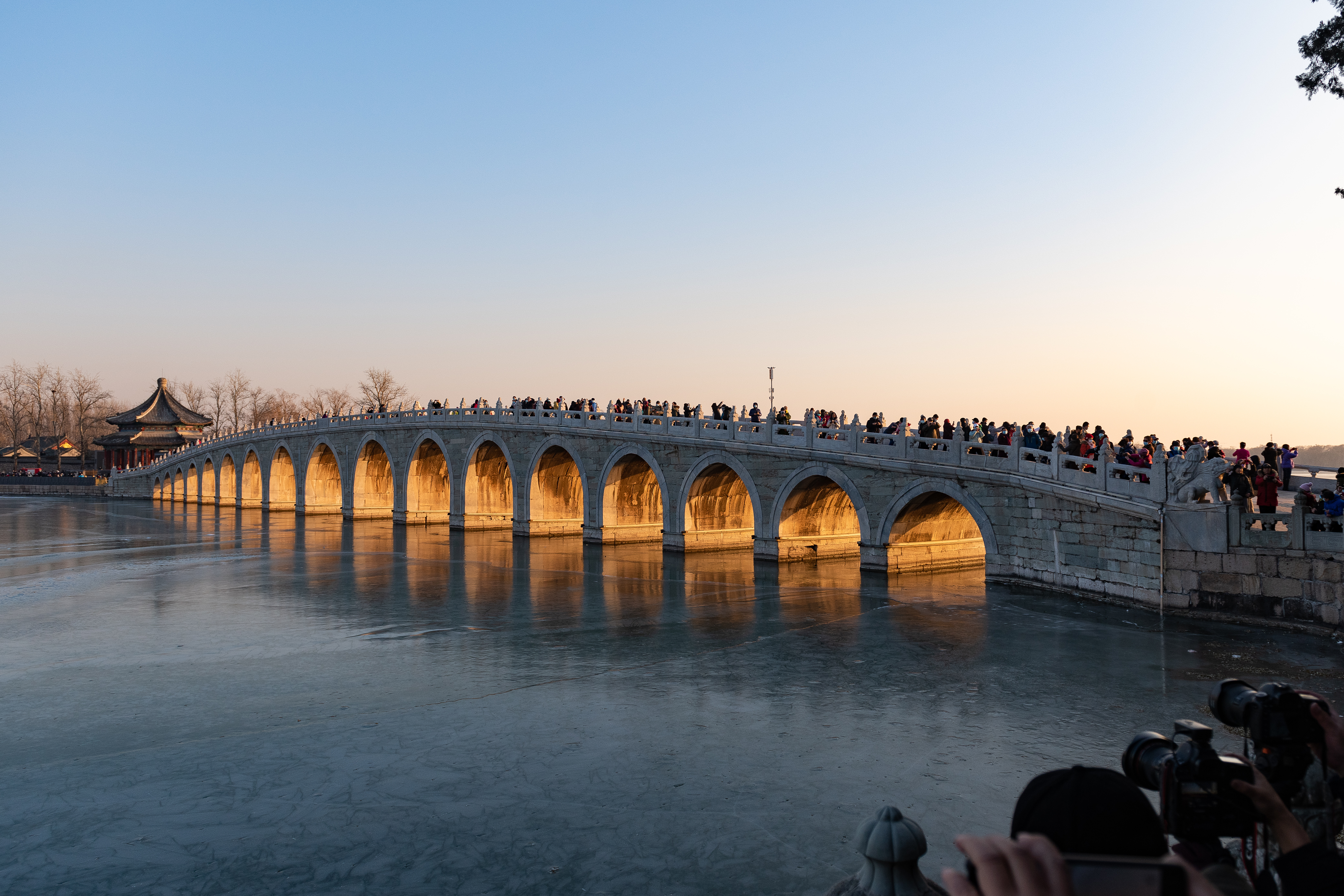
頤和園的十七孔橋，冬至期間因太陽較低的照射角度逐漸垂直於橋面，出現馳名的「霞光穿洞」人文景觀。

南湖岛在昆明湖的南部，占地1公顷左右，通过十七孔桥与东堤相连。岛上有堆起的假山。有摆渡船来往于南湖岛和长廊附近的码头。岛上有涵虚堂、鉴远堂、月波楼等建筑。
- 十七孔桥：兼有蘇州寶帶橋與北京盧溝橋的特點，橋上雕有神態不同的石獅共544只，各石獅威猛兇武，形象生動。桥长150米，宽8米，呈拱形，有十七个不同大小桥洞。
- 龙王庙：即广润灵雨祠，宫中祈雨之所。为乾隆拓挖昆明湖之前遗留的重要建筑。昆明湖向东开拓时，保留庙址及周围土地，形成南湖岛。慈禧太后由水路入颐和园时均在祠前码头下船，进入祠内烧香。
- 涵虚堂：在南湖岛北端，隔湖与佛香阁相望。乾隆时名为望蟾阁，为三层建筑，仿江西滕王阁，是观看昆明湖水操的地方，光绪重修时改为单层建筑。楼下有石洞和码头。

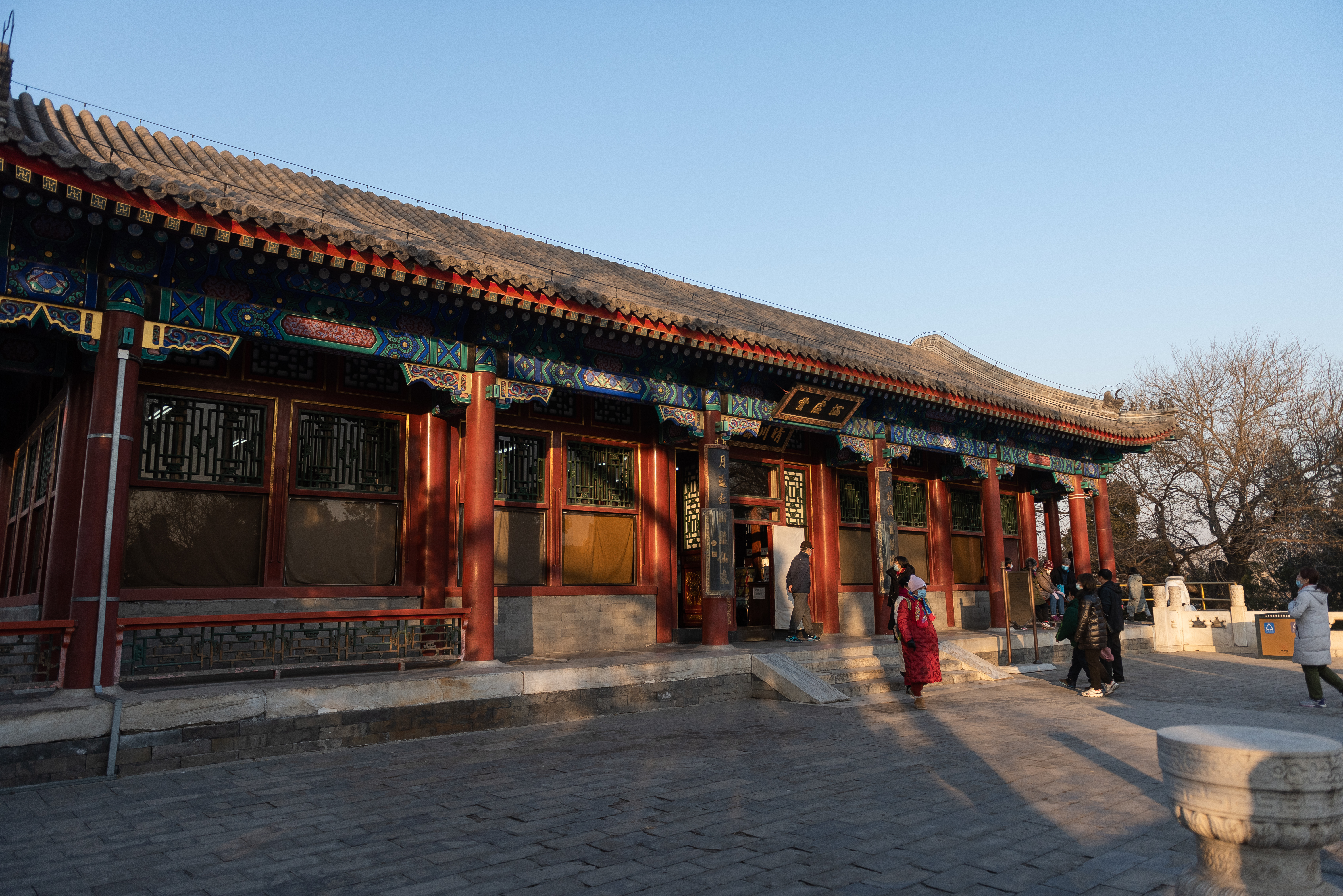
涵虚堂
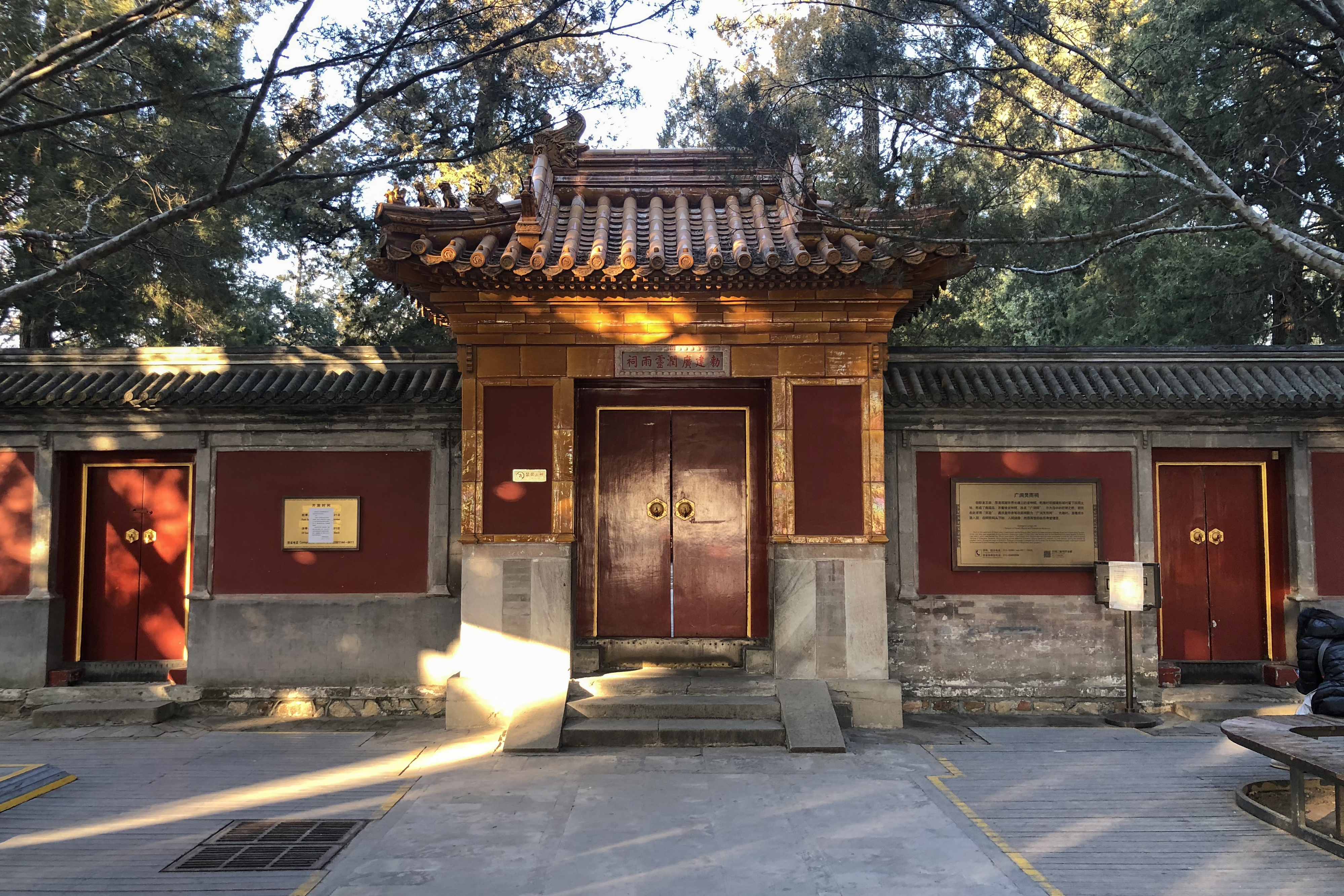
广润灵雨祠

### 西堤

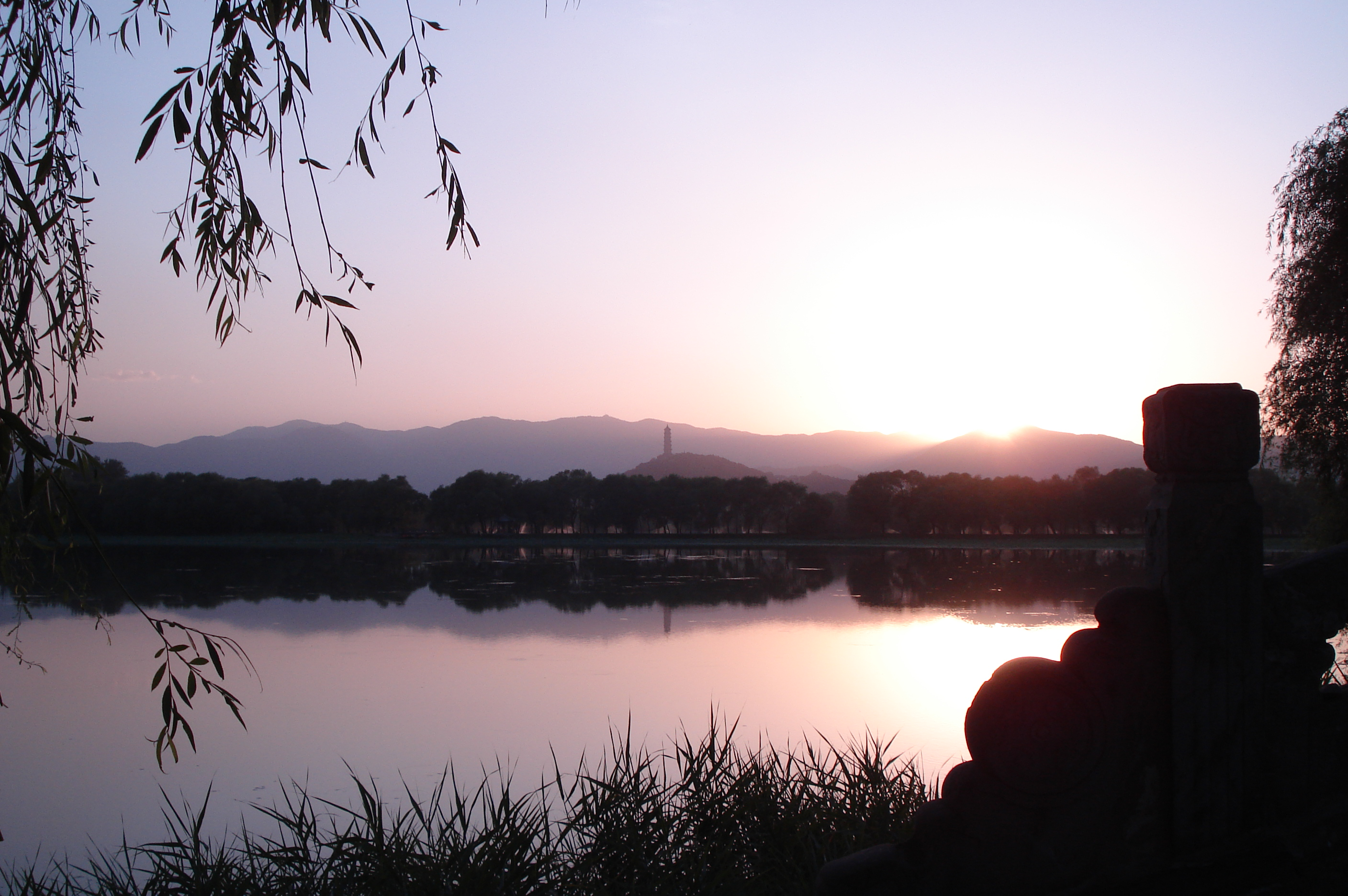
夕阳下的西堤

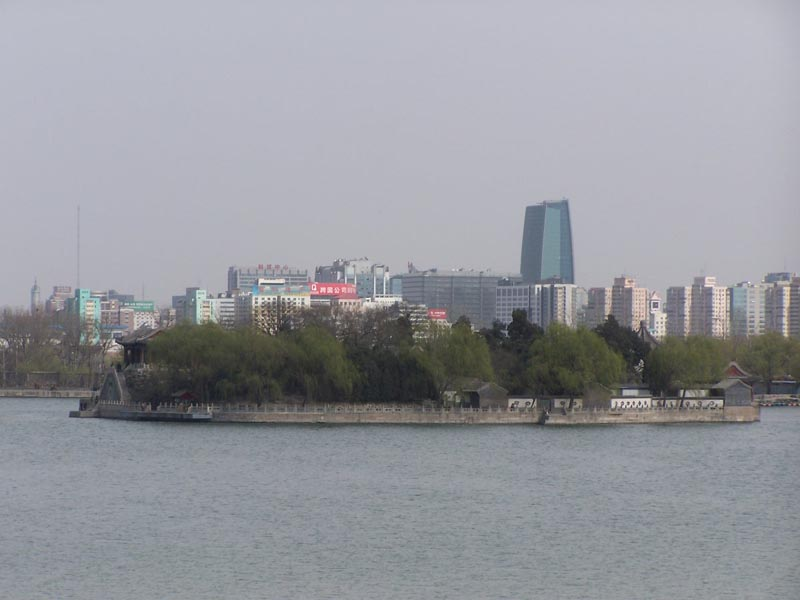
南湖岛，远处为中关村的高层建筑

西堤是仿照杭州西湖的苏堤建造的，一共有六座桥，分别是，界湖桥，豳风桥，玉带桥，镜桥，练桥，柳桥。还有一座景明楼。
- 界湖桥：是昆明湖与后湖两湖之间的界桥。
- 玉带桥：是西堤六桥中唯一一座拱桥，桥下原为通往玉泉山的水路。过去清宫帝后由颐和园乘船至玉泉山，便由此桥下通过。其外观与东南的绣漪桥相似。
- 豳风桥：原名桑苎桥，为避咸丰帝名讳而改名。桥上有亭。
- 景明楼：名字得自宋代范仲淹《岳阳楼记》中“至若春和景明”一句，楼形制取自元代赵孟俯所绘之《荷亭纳凉图》。1860年被焚毁，1992年重建。楼分三座，并列排开，周围景色开阔，有置身岳阳楼之感。
- 镜桥：始建于乾隆年间，光绪时重建。桥名出自唐代诗人李白“两水夹明镜，双桥落彩虹”的诗句。
- 练桥：名字出于南朝诗人谢朓《晚登三山远望京邑》：“余霞散成绮，澄江静如练”的诗意。
- 柳桥：名字出自杜甫诗句“柳桥晴有絮”，在西堤的最南侧。
- 耕织图景区：乾隆时修建，模仿民间耕织生活场景，有延赏斋、蚕神庙、玉河斋、水村居。慈禧太后重修颐和园时将其圈出墙外，设立水操学堂。1949年后耕织图地区被中国人民解放军占用，创办造纸厂。为申报世界文化遗产项目，颐和园于2003年将耕织图地区划入园内，并复建了古建筑。该景区内有昆仑石碑“耕织图”、水操学堂、水村居、日本赠送给慈禧太后的永和轮残骸等展品。

## 颐和园在中国古典园林中的地位
颐和园是清朝三山五园中保存状况最好的一座，也是清朝，乃至中国帝制社会史上最后修建的一座超大型皇家园囿。此外，颐和园还是自汉武帝建章宫首创“一池三山”模式以来，最后一座、以及仅存的一座保留着这种模式的宫苑。此外，由于规划于清朝的鼎盛时期，这段时期也是中国古典园林发展史上最辉煌的时期，因此颐和园/清漪园积淀深厚的中国园林文化传统，成为中国古典园林艺术的集大成者。凡举中国造园艺术中的山水规划、借景、蓦拟、对景等手段，都在颐和园中得到体现，其气魄之壮丽甚至超过平地起造的圆明园和山地构筑的静宜园，成为中国古典园林的登峰造极之作。